# Mustafa Kemal Atatürk
Mustafa Kemal Atatürk, também conhecido como Mustafa Kemal Paxá até 1921, e Gazi Mustafa Kemal de 1921 até a Lei do Sobrenome de 1934 (Salonica, c. 1881 – Istambul, 10 de novembro de 1938), foi um militar turco, estadista revolucionário, autor e pai fundador da República da Turquia, servindo como seu primeiro presidente de 1923 até sua morte em 1938. Ele empreendeu reformas progressivas radicais, que modernizaram a Turquia numa nação secular e industrializada. Ideologicamente secularista e nacionalista, suas políticas e teorias sócio-políticas ficaram conhecidas como Kemalismo (Atatürkismo).
Atatürk ganhou destaque por seu papel em garantir a vitória turca otomana na Batalha de Galípoli (1915) durante a Primeira Guerra Mundial. Durante esse período, o Império Otomano perpetrou genocídios contra seus súditos gregos, armênios e assírios; embora nunca tenha se envolvido, o papel de Atatürk em suas consequências foi objeto de discussão. Após a derrota do Império Otomano na Primeira Guerra Mundial, ele liderou o Movimento Nacional Turco, que resistiu à divisão da Turquia continental entre as potências aliadas vitoriosas. Estabelecendo um governo provisório na atual capital turca, Ancara (conhecida na época como Angora), ele derrotou as forças enviadas pelos Aliados, emergindo assim vitorioso do que mais tarde foi chamado de Guerra da Independência Turca. Posteriormente, ele aboliu o sultanato em 1922 e proclamou a fundação da República Turca em seu lugar no ano seguinte.
Como presidente da recém-formada República Turca, Atatürk iniciou um rigoroso programa de reformas políticas, econômicas e culturais com o objetivo final de construir um estado-nação republicano e secular. Ele tornou o ensino primário gratuito e obrigatório, abrindo milhares de novas escolas por todo o país. Ele também introduziu o alfabeto turco baseado no latim, substituindo o antigo alfabeto turco otomano. As mulheres turcas receberam direitos civis e políticos iguais durante a presidência de Atatürk. Em particular, as mulheres obtiveram o direito de voto nas eleições locais pela Lei n.º 1580, de 3 de abril de 1930, e alguns anos mais tarde, em 1934, o sufrágio universal pleno. O seu governo levou a cabo uma política de turquificação, tentando criar uma nação homogénea, unificada e acima de tudo secular sob a bandeira turca. Sob Atatürk, as minorias na Turquia foram obrigadas a falar turco em público, mas foram autorizadas a manter as suas próprias línguas em privado e dentro das suas próprias comunidades;  os topónimos não turcos foram substituídos e as famílias não turcas foram obrigadas a adoptar um apelido turco.   O Parlamento Turco concedeu-lhe o sobrenome Atatürk em 1934, que significa "Pai dos Turcos", em reconhecimento ao papel que desempenhou na construção da moderna República Turca.  Ele morreu em 10 de novembro de 1938 no Palácio Dolmabahçe em Istambul, aos 57 anos;  foi sucedido como presidente por seu antigo primeiro-ministro İsmet İnönü,  e foi homenageado com um funeral de estado.
Em 1981, no centenário do nascimento de Atatürk, sua memória foi homenageada pelas Nações Unidas e pela UNESCO, que o declararam o Ano de Atatürk no Mundo e adotaram a Resolução sobre o Centenário de Atatürk, descrevendo-o como "o líder da primeira luta contra o colonialismo e o imperialismo" e um "notável promotor do senso de entendimento entre os povos e da paz duradoura entre as nações do mundo e que trabalhou toda a sua vida para o desenvolvimento da harmonia e cooperação entre os povos sem distinção".   Atatürk também foi creditado por sua política externa voltada para a paz no mundo e pela amizade com países vizinhos como Irã, Iugoslávia, Iraque e Grécia, bem como pela criação do Pacto dos Balcãs que resistiu às agressões expansionistas da Itália Fascista e da Bulgária Czarista. 

## Nome
Atatürk nasceu Mustafa. Seu segundo nome, Kemal (que significa "perfeição" ou "maturidade" em árabe), foi dado a ele por seu professor de matemática, o Capitão Üsküplü Mustafa Efendi. De acordo com Afet İnan, seu professor deu este nome "em admiração pela capacidade e maturidade [de Atatürk]". De acordo com outras fontes, seu professor queria distinguir Atatürk de outro aluno que também se chamava Mustafa.   Andrew Mango sugere que ele pode ter escolhido o nome como uma homenagem ao poeta nacionalista Namık Kemal.  Segundo Alkan, Atatürk parece ter adotado o nome Kemal durante seus anos no exército. 

Depois de receber o sobrenome Atatürk em sua primeira carteira de identidade em 1934, seu nome apareceu como Kemal Atatürk, enquanto o nome próprio Mustafa havia desaparecido completamente. Em fevereiro de 1935, Atatürk começou a usar o nome turco antigo  Kamâl. Segundo Tarama Dergisi (1934), kamal significava “fortificação”, “fortaleza”, “exército” e “escudo”.  Em 4 de Fevereiro de 1935, a agência noticiosa oficial do governo, a Agência Anadolu, deu a seguinte explicação: 
De acordo com a nossa inteligência, o nome 'Kamâl' que Atatürk usa não é uma palavra árabe, nem tem o significado da palavra árabe kemal ['maturidade', 'perfeição']. O nome de Atatürk, que foi mantido, é 'Kamâl', cujo significado turco é exército e fortaleza. Como o acento circunflexo no 'â' final suaviza o 'l', a pronúncia se aproxima muito da do árabe 'Kemal'.
Entretanto, Atatürk retornou à antiga grafia de Kemal a partir de maio de 1937. Para fazer uma transição suave, ele evitou usar o nome o máximo que pôde, seja não o usando ou assinando documentos como 'K. Atatürk'. Nunca foi dada uma explicação oficial, mas é amplamente aceite que a questão com o nome de Atatürk estava ligada à reforma da língua turca. 

## Biografia

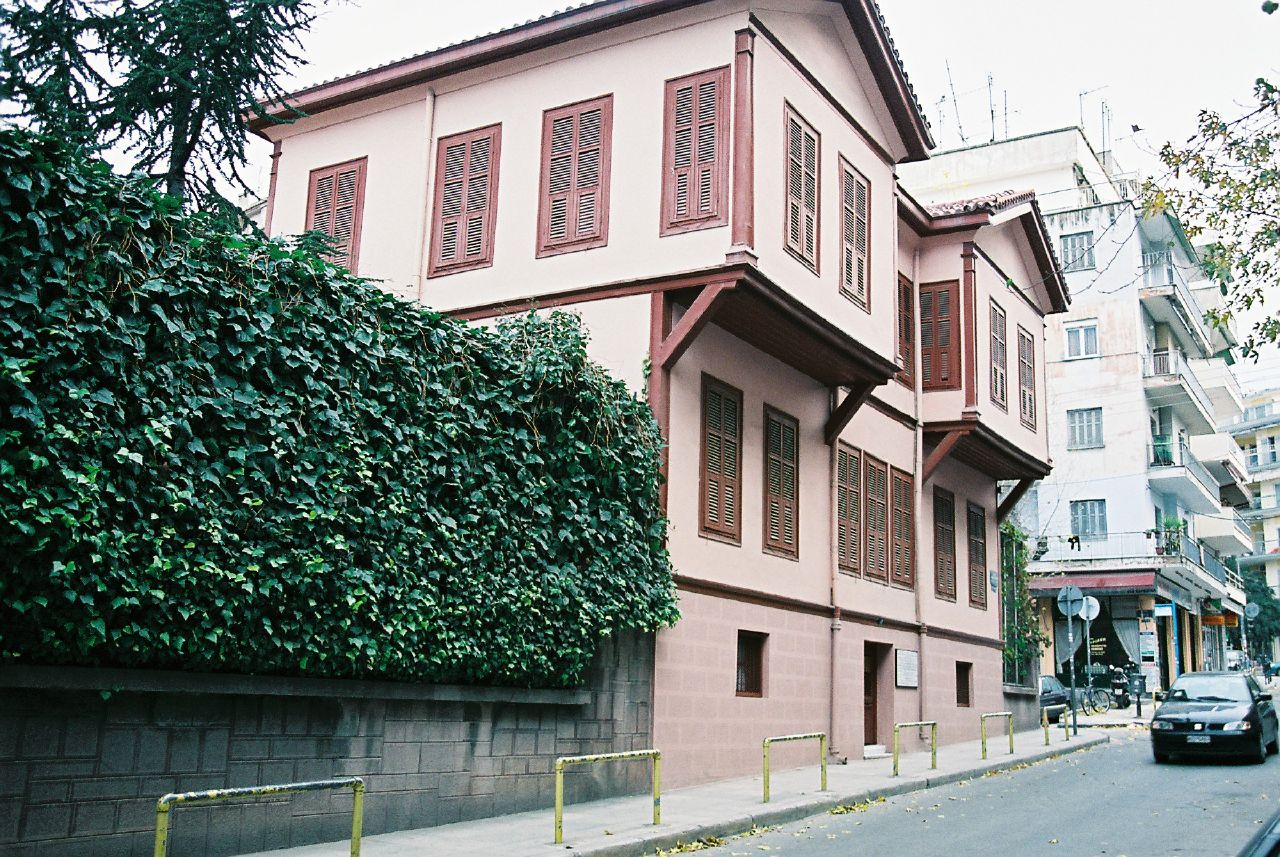
A casa onde Atatürk nasceu na cidade otomana de Salônica, agora um museu

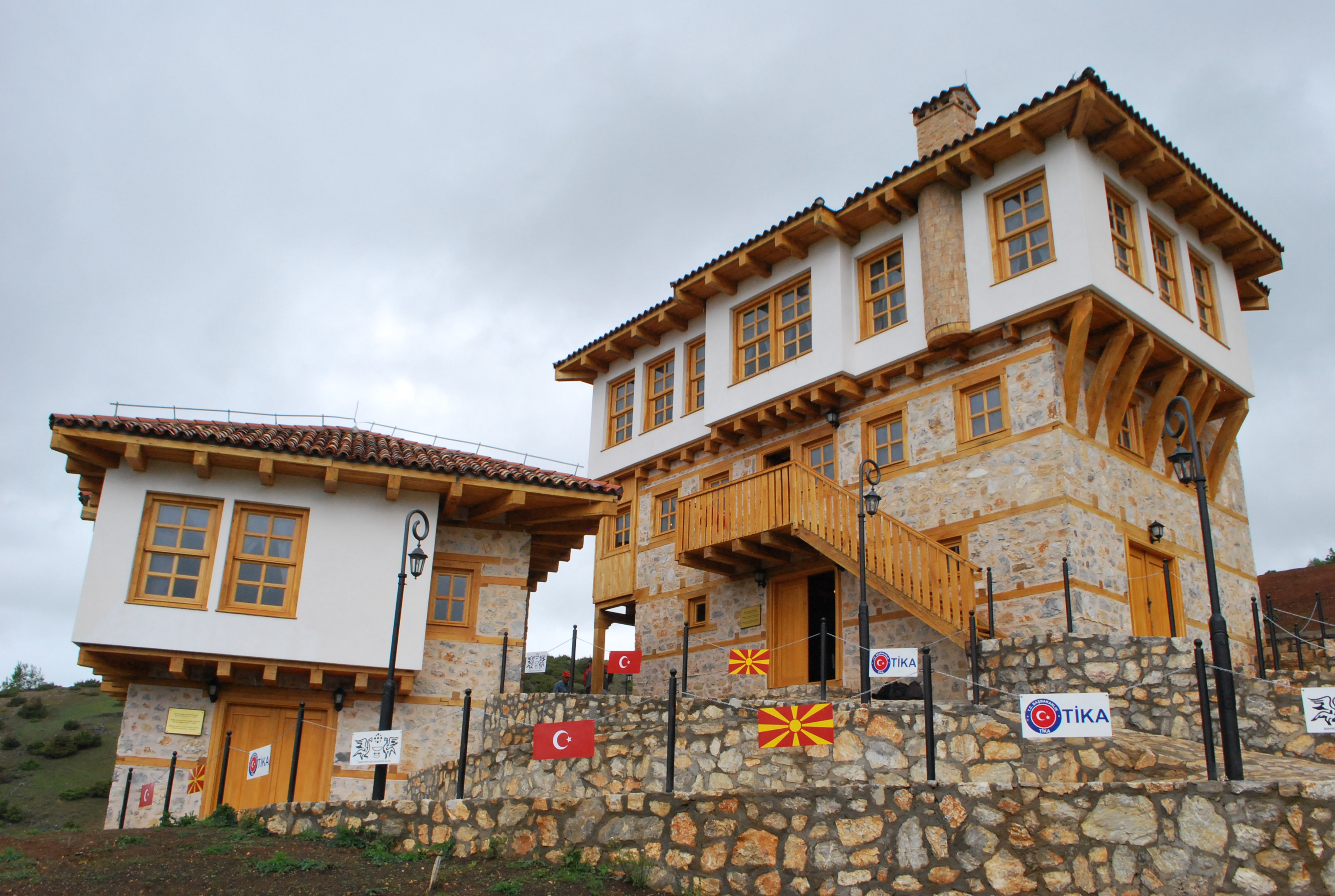
A casa reconstruída dos avós paternos de Atatürk, na aldeia otomana de Kodžadžik

Atatürk nasceu no bairro de Ahmet Subaşı ou em uma casa (preservada como museu) na Rua Islahhane (hoje Rua Apostolou Pavlou) no bairro de Koca Kasım Paşa em Salônica (Selanik), Império Otomano. Seus pais eram Ali Rıza Efendi, um oficial militar originário de Kodžadžik (Kocacık), escriturário e comerciante de madeira, e Zübeyde Hanım. Apenas um dos irmãos de Mustafa, uma irmã chamada Makbule (Atadan) chegou a vida adulta; ela morreu em 1956.
As alegações e teorias sobre a ascendência de Atatürk são surpreendentemente variadas e contrastantes. Segundo Andrew Mango, a sua família era muçulmana, de língua turca e de classe média precária. Alguns autores acreditam que seu pai, Ali Rıza, era de origem albanesa; no entanto, de acordo com Falih Rıfkı Atay, Vamık D. Volkan, Norman Itzkowitz, Müjgân Cunbur, Numan Kartal e Hasan İzzettin Dinamo, os ancestrais de Ali Rıza eram turcos, descendentes em última análise de Söke na província de Aydın da Anatólia. Acredita-se que sua mãe, Zübeyde, era de origem turca, e, de acordo com Şevket Süreyya Aydemir, ela era de ascendência turca Yörük. De acordo com algumas alegações diversas, ela descendia de albaneses, macedônios Torbeši, ou muçulmanos búlgaros. Devido à grande comunidade judaica de Salônica no período otomano, muitos de seus oponentes islâmicos que ficaram perturbados com suas reformas alegaram que Atatürk tinha ancestrais judeus Dönme.
Em seus primeiros anos, sua mãe encorajou Atatürk a frequentar uma escola religiosa, algo que ele fez com relutância e apenas por um breve período. Mais tarde, ele frequentou a Escola Şemsi Efendi (uma escola particular com um currículo mais secular) sob a orientação de seu pai. Quando ele tinha sete anos, seu pai morreu. Sua mãe queria que ele aprendesse um ofício, mas sem consultá-la, Atatürk fez o exame de admissão para a Escola Militar de Salônica (Selanik Askeri Rüştiyesi) em 1893. Em 1896, matriculou-se na Escola Militar de Monastir (na moderna Bitola, Macedônia do Norte), onde se destacou em matemática. Em 14 de março de 1899, ele se matriculou na Academia Militar Otomana no bairro de Pangaltı no distrito de Şişli da capital otomana Constantinopla (atual Istambul) e se formou em 1902. Mais tarde, ele se formou no Colégio Militar Otomano em Constantinopla em 11 de janeiro de 1905.

## Carreira militar

### Primeiros anos

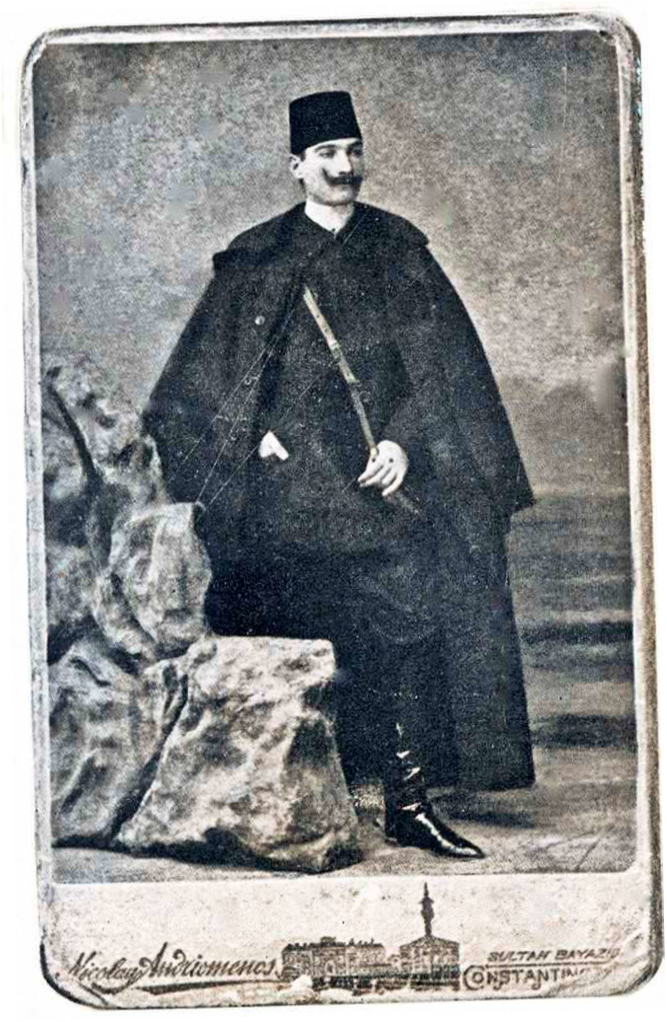
Atatürk no dia da formatura da Academia de Guerra em 1905

Logo após a formatura, ele foi preso pela polícia por suas atividades antimonarquistas. Após vários meses de confinamento, ele só foi libertado com o apoio de Rıza Paxá, seu antigo diretor escolar. Após sua libertação, Atatürk foi designado para o Quinto Exército baseado em Damasco como Capitão do Estado-Maior na companhia de Ali Fuat (Cebesoy) e Lütfi Müfit (Özdeş). Ele se juntou a uma pequena sociedade revolucionária secreta de oficiais reformistas liderada pelo comerciante Mustafa Elvan (Cantekin), chamada Vatan ve Hürriyet ("Pátria e Liberdade"). Em 20 de junho de 1907, ele foi promovido ao posto de Capitão Sênior ( Kolağası ) e em 13 de outubro de 1907, foi designado para o quartel-general do Terceiro Exército em Manastır. Ele se juntou ao Comitê União e Progresso (CUP), com o número de membro 322, embora nos últimos anos tenha se tornado conhecido por sua oposição e críticas frequentes às políticas adotadas pela liderança do CUP. Em 22 de junho de 1908, foi nomeado Inspetor das Ferrovias Otomanas na Rumélia Oriental (Doğu Rumeli Bölgesi Demiryolları Müfettişi). Em julho de 1908, ele desempenhou um papel na Revolução dos Jovens Turcos, que tomou o poder do sultão Abdulamide II e restaurou a monarquia constitucional.

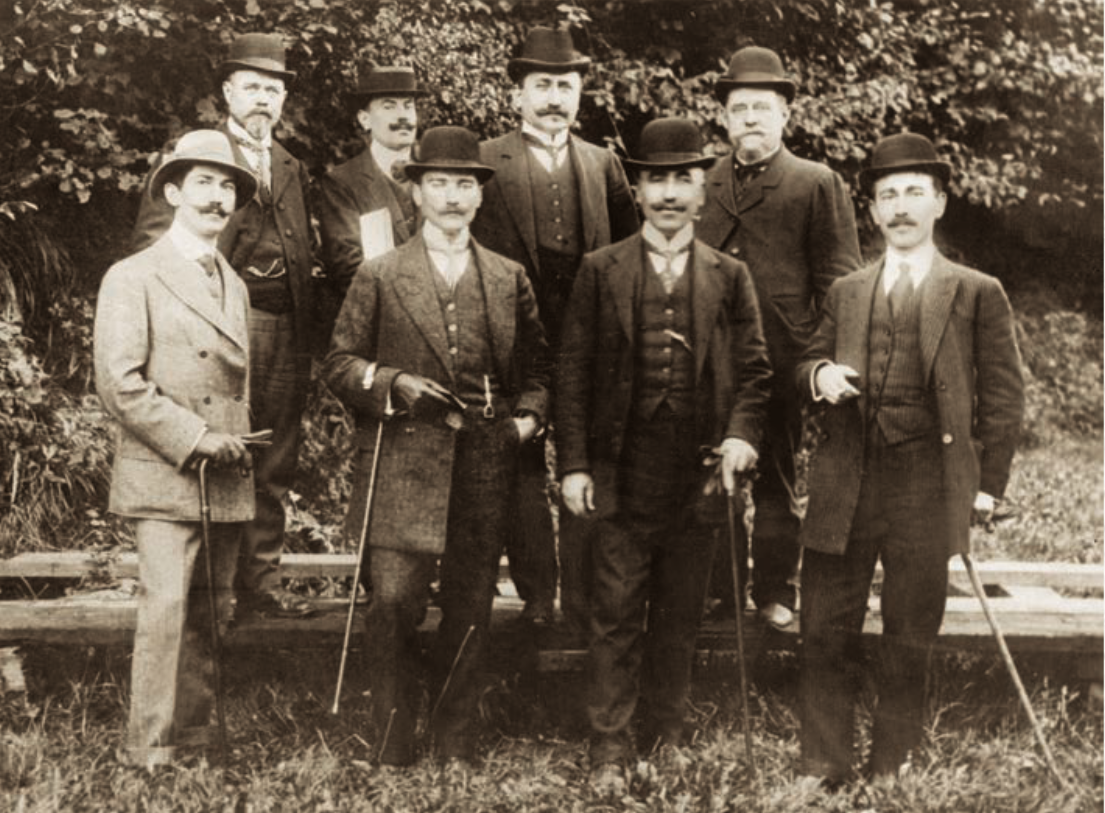
Atatürk (primeira fila, segundo da esquerda) com os observadores turco-otomanos nas manobras do exército da Picardia na França, 28 de setembro de 1910

Ele estava propondo a despolitização do exército, uma proposta que não agradou aos líderes do CUP. Como resultado, ele foi enviado para o Vilaiete da Tripolitânia (atual Líbia, então um território otomano) sob o pretexto de reprimir uma rebelião tribal no final de 1908. De acordo com Mikush, no entanto, ele se ofereceu para esta missão. Ele reprimiu a revolta e retornou a Constantinopla em janeiro de 1909.
Em abril de 1909, em Constantinopla, um grupo de soldados iniciou uma contra-revolução (ver Incidente de 31 de março). Atatürk foi fundamental na supressão da revolta.
Em 1910, foi chamado para as províncias otomanas na Albânia. Naquela época, Isa Boletini liderava revoltas albanesas no Kosovo, e também havia revoltas na Albânia. Em 1910, Atatürk encontrou-se com Eqrem Vlora, o senhor albanês, político, escritor e um dos delegados da Declaração de Independência da Albânia.
Mais tarde, no outono de 1910, ele estava entre os observadores militares otomanos que assistiram às manobras do exército da Picardia na França, e em 1911, serviu no Ministério da Guerra (Harbiye Nezareti) em Constantinopla por um curto período.

### Guerra Ítalo-Turca (1911–1912)

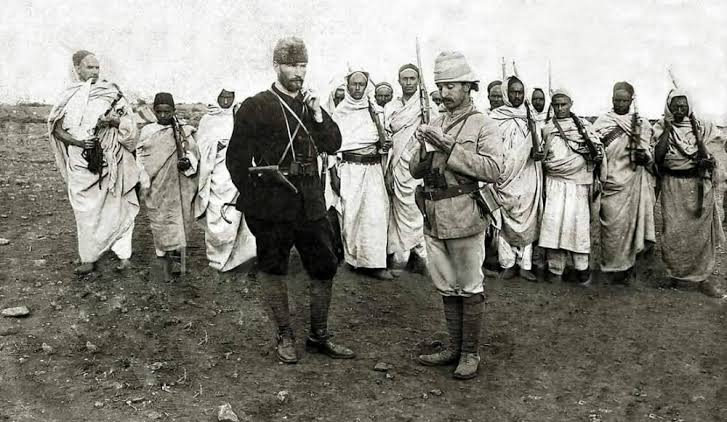
Atatürk (à esquerda) com um oficial militar otomano e forças beduínas em Derna, Vilaiete da Tripolitânia, 1912

Em 1911, ele se ofereceu para lutar na Guerra Ítalo-Turca no Vilaiete Otomano da Tripolitânia (atual Líbia). Ele serviu principalmente nas áreas próximas a Derna e Tobruk. O exército invasor italiano tinha uma força de 150 000 homens;  enfrentou a oposição de 20 000 beduínos e 8 000 turcos. Pouco tempo antes de a Itália declarar guerra, muitas das tropas otomanas na Líbia foram enviadas para a província otomana de Vilaiete do Iêmen para reprimir a rebelião lá, então o governo otomano foi pego com recursos inadequados para combater os italianos na Líbia. A Grã-Bretanha, que controlava as províncias otomanas do Egito e do Sudão, não permitiu que tropas otomanas adicionais chegassem à Líbia através do Egito. Soldados otomanos como Atatürk foram para a Líbia vestidos como árabes (correndo o risco de prisão se fossem notados pelas autoridades britânicas no Egito) ou nas poucas balsas disponíveis (os italianos, que tinham forças navais superiores, controlavam efetivamente as rotas marítimas para Trípoli). Entretanto, apesar de todas as dificuldades, as forças de Atatürk na Líbia conseguiram repelir os italianos em diversas ocasiões, como na Batalha de Tobruk em 22 de dezembro de 1911.
Durante a Batalha de Derna, em 16 e 17 de janeiro de 1912, enquanto Atatürk atacava a fortaleza de Kasr-ı Harun, controlada pelos italianos, dois aviões italianos lançaram bombas sobre as forças otomanas; uma lasca de calcário dos escombros de um edifício danificado atingiu o olho esquerdo de Atatürk, causando danos permanentes ao tecido, mas não perda total da visão. Ele recebeu tratamento médico por quase um mês; tentou deixar as unidades de saúde do Crescente Vermelho depois de apenas duas semanas, mas quando a situação do seu olho piorou, ele teve que retornar e retomar o tratamento. Em 6 de março de 1912, Atatürk tornou-se comandante das forças otomanas em Derna. Ele conseguiu defender e manter a cidade e a região ao redor até o fim da Guerra Ítalo-Turca em 18 de outubro de 1912. Atatürk, Enver Bey, Fethi Bey e os outros comandantes militares otomanos na Líbia tiveram que retornar à Europa otomana após a eclosão das Guerras Balcânicas em 8 de outubro de 1912. Tendo perdido a guerra, o governo otomano teve que entregar a Tripolitânia, Fezzan e Cirenaica (três províncias que formam a atual Líbia) ao Reino da Itália no Tratado de Lausanne (1912), assinado dez dias depois, em 18 de outubro de 1912. Desde 1923, os historiadores preferem nomear este tratado como "Tratado de Ouchy", em homenagem ao Castelo de Ouchy em Lausanne, onde foi assinado, para distingui-lo do posterior Tratado de Lausanne (1923), assinado entre os Aliados da Primeira Guerra Mundial e a Grande Assembleia Nacional da Turquia em Ancara (naquela época conhecida como Angora).

### Guerras dos Balcãs (1912–1913)
Em 1 de dezembro de 1912, Atatürk chegou ao seu novo quartel-general na península de Galípoli e, durante a Primeira Guerra dos Balcãs, participou do desembarque anfíbio em Bulair, na costa da Trácia, sob o comando de Binbaşı Fethi Bey, mas esta ofensiva foi repelida durante a Batalha de Bulair pela 7ª Divisão de Infantaria Rila de Georgi Todorov sob o comando do Quarto Exército Búlgaro de Stiliyan Kovachev.
Em junho de 1913, durante a Segunda Guerra dos Balcãs, ele participou das forças do Exército Otomano comandadas por Kaymakam Enver Bey que recuperaram Dimetoka e Edirne (Adrianópolis, a capital do Império Otomano entre 1365 e 1453, portanto de extrema importância histórica para os turcos) junto com a maior parte da Trácia oriental dos búlgaros.
Em 1913, foi nomeado adido militar otomano para todos os estados dos Balcãs (seu escritório ficava em Sófia, Bulgária) e promovido ao posto de Kaymakam (tenente-coronel / coronel) em 1º de março de 1914. Enquanto estava na Bulgária, ele conheceu Dimitrina Kovacheva, filha do general búlgaro Stiliyan Kovachev (contra cujas forças ele lutou durante as Guerras dos Balcãs), que havia completado recentemente sua educação na Suíça, durante um baile de Ano Novo em Sófia e se apaixonou por ela. Os dois dançaram no baile e começaram a namorar secretamente nos dias seguintes. Atatürk pediu duas vezes aos pais de Dimitrina permissão para se casar com ela (a segunda vez foi em 1915, durante a Primeira Guerra Mundial) e foi recusado duas vezes, o que o deixou com uma tristeza para toda a vida.

### Primeira Guerra Mundial (1914–1918)

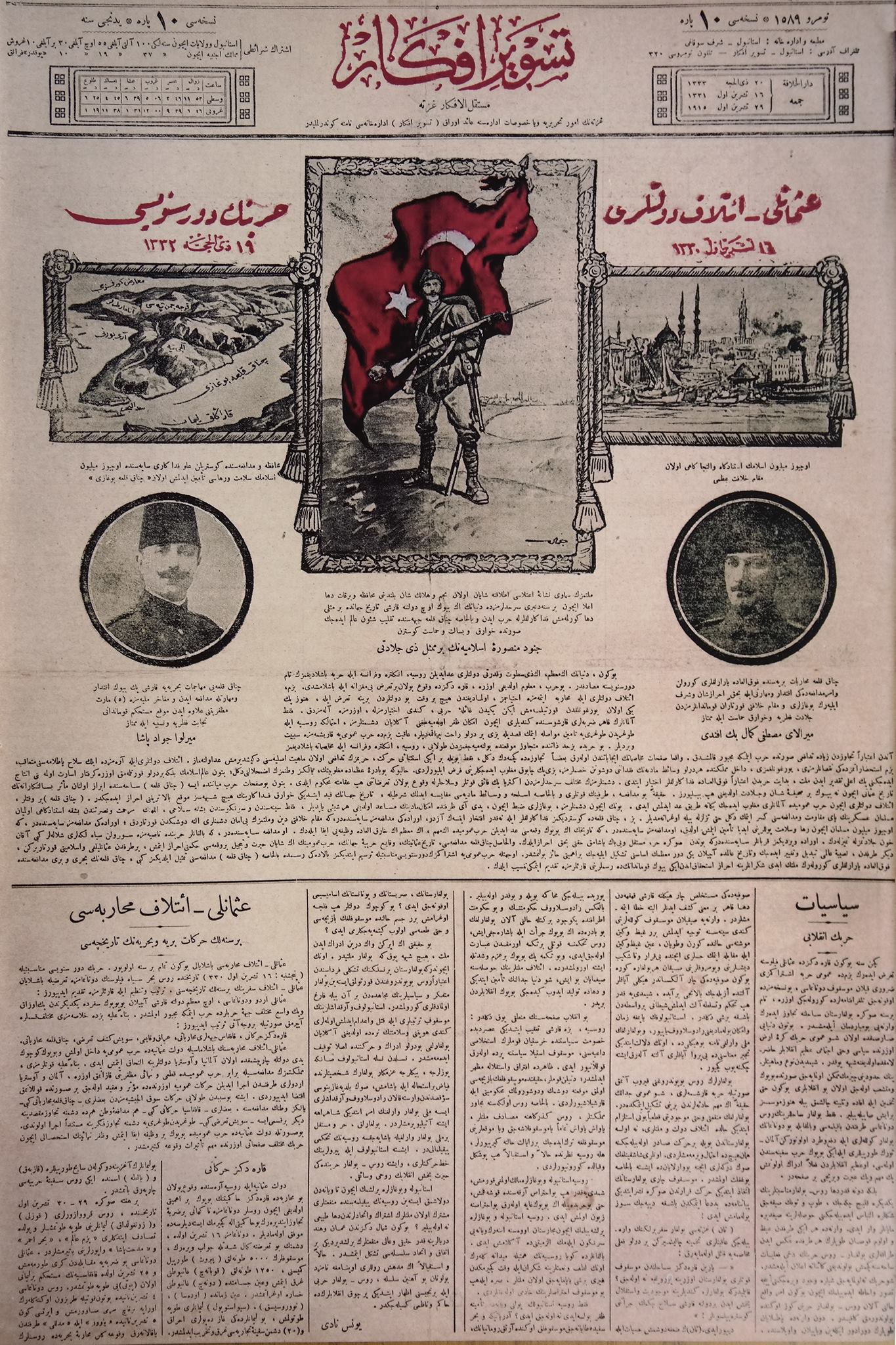
Cevat Paxá e Atatürk no diário Tasvîr-i Efkâr datado de 29 de outubro de 1915

Em 1914, o Império Otomano entrou nos teatros europeus e do Oriente Médio da Primeira Guerra Mundial aliado às Potências Centrais. Atatürk recebeu a tarefa de organizar e comandar a 19ª Divisão anexada ao Quinto Exército durante a Batalha de Galípoli. Ele se tornou o comandante da linha de frente após prever corretamente onde os Aliados atacariam e manteve sua posição até que eles recuassem. Após a Batalha de Galípoli, Atatürk serviu em Edirne até 14 de janeiro de 1916. Ele foi então designado para o comando do XVI Corpo do Segundo Exército e enviado para a Campanha do Cáucaso depois que a enorme ofensiva russa atingiu as principais cidades da Anatólia. Em 7 de agosto, ele reuniu suas tropas e montou uma contra-ofensiva. Duas das suas divisões capturaram Bitlisse e Muxe, contrariando os cálculos do Comando Russo.

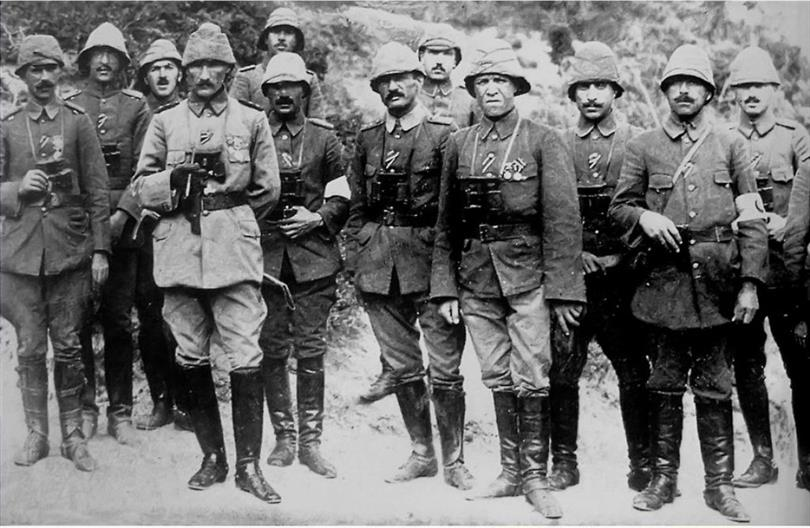
Atatürk com oficiais militares otomanos durante a Batalha de Galípoli, Çanakkale, 1915

Após esta vitória, o governo da CUP em Constantinopla propôs estabelecer um novo exército em Hejaz (Hicaz Kuvve-i Seferiyesi) e nomear Atatürk para seu comando, mas ele recusou a proposta e este exército nunca foi estabelecido. Em vez disso, em 7 de março de 1917, Atatürk foi promovido do comando do XVI Corpo para o comando geral do Segundo Exército, embora os exércitos do Czar tenham sido logo retirados quando a Revolução Russa eclodiu.
Em julho de 1917, ele foi nomeado para o comando do Sétimo Exército, substituindo Fevzi Paxá em 7 de agosto de 1917, que estava sob o comando do Grupo de Exércitos Yildirim do general alemão Erich von Falkenhayn (depois que as forças britânicas do general Edmund Allenby capturaram Jerusalém em dezembro de 1917, Erich von Falkenhayn foi substituído por Otto Liman von Sanders, que se tornou o novo comandante do Grupo de Exércitos Yıldırım no início de 1918). Atatürk não se dava bem com o general von Falkenhayn e, junto com Miralay İsmet Bey, escreveu um relatório ao grão-vizir Talat Paxá sobre a situação sombria e a falta de recursos adequados na frente palestina. No entanto, Talat Paxá ignorou as suas observações e recusou a sua sugestão de formar uma linha defensiva mais forte a norte, na Síria Otomana (em partes do Vilaiete de Beirute, Vilaiete de Damasco e Vilaiete de Alepo), com os turcos em vez dos alemães no comando. Após a rejeição do seu relatório, Atatürk demitiu-se do Sétimo Exército e regressou a Constantinopla. Lá, ele foi designado com a tarefa de acompanhar o príncipe herdeiro (e futuro sultão) Mehmed Vahideddin durante sua viagem de trem para a Áustria-Hungria e Alemanha. Enquanto estava na Alemanha, Atatürk visitou as linhas alemãs na Frente Ocidental e concluiu que as Potências Centrais logo perderiam a guerra. Ele não hesitou em expressar abertamente esta opinião ao Kaiser Guilherme II e aos seus generais de alta patente, pessoalmente. Durante a viagem de volta, ele ficou brevemente em Karlsbad e Viena para tratamento médico entre 30 de maio e 28 de julho de 1918.

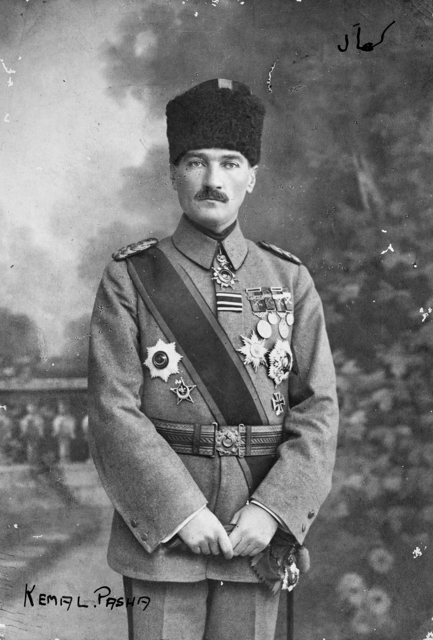
Atatürk em 1918, o comandante do Grupo de Exércitos Yıldırım e um ajudante de ordens honorário do Sultão

Quando Mehmed VI se tornou o novo sultão do Império Otomano em julho de 1918, ele chamou Atatürk para Constantinopla e, após várias reuniões nos meses de julho e agosto de 1918, o designou novamente para o comando do Sétimo Exército na Palestina.  Atatürk chegou a Aleppo em 26 de agosto de 1918 e depois continuou para o sul até seu quartel-general em Nablus. O Sétimo Exército estava mantendo o setor central das linhas de frente. Em 19 de setembro, no início da Batalha de Megido, o Oitavo Exército estava segurando o flanco costeiro, mas se desfez e Liman Paxá ordenou que o Sétimo Exército recuasse para o norte a fim de impedir que os britânicos conduzissem um curto cerco ao Rio Jordão. O Sétimo Exército retirou-se em direção ao Rio Jordão, mas foi destruído pelo bombardeio aéreo britânico durante sua retirada de Nablus em 21 de setembro de 1918. No entanto, Atatürk conseguiu formar uma linha de defesa ao norte de Aleppo. Segundo Lord Kinross, Atatürk foi o único general turco na guerra que nunca sofreu uma derrota.
A guerra terminou com o Armistício de Mudros, assinado em 30 de outubro de 1918, e todas as tropas alemãs e austro-húngaras no Império Otomano tiveram tempo suficiente para se retirar. Em 31 de outubro, Atatürk foi nomeado para o comando do Grupo de Exércitos Yıldırım, substituindo Liman von Sanders. Atatürk organizou a distribuição de armas aos civis em Antep no caso de um conflito defensivo contra os Aliados invasores.
O último serviço ativo de Atatürk no Exército Otomano foi organizar o retorno das tropas otomanas deixadas para trás ao sul da linha defensiva. No início de novembro de 1918, o Grupo de Exércitos Yıldırım foi oficialmente dissolvido, e Atatürk retornou a uma Constantinopla ocupada, a capital otomana, em 13 de novembro de 1918. Durante algum tempo, trabalhou na sede do Ministério da Guerra (Harbiye Nezareti) em Constantinopla e continuou as suas atividades nesta cidade até 16 de maio de 1919. Seguindo as linhas estabelecidas da divisão do Império Otomano, os Aliados (forças britânicas, italianas, francesas e gregas) ocuparam a Anatólia. A ocupação de Constantinopla, seguida pela ocupação de Esmirna (as duas maiores cidades otomanas na época) desencadeou o estabelecimento do Movimento Nacional Turco e a Guerra da Independência Turca.

### Genocídios otomanos (1913–1924) e Atatürk
Na época dos últimos genocídios otomanos supostamente cometidos pelo CUP e pelo declínio do Império Otomano, mas agora controversos, Atatürk era um membro do CUP e, nessa medida, um Jovem Turco, mas também o eram muitos árabes, albaneses, judeus e, inicialmente, armênios e gregos, pois era então simplesmente um movimento anti-Abdulamide. Quanto às ocorrências reais dos genocídios, Atatürk havia se afastado do movimento e estava servindo como tenente-coronel relativamente júnior lutando em Galípoli e na Trácia Ocidental durante o genocídio armênio. As evidências históricas provam decisivamente que ele não esteve envolvido nos assassinatos e que mais tarde os condenou. Uma dessas condenações explícitas ocorreu em setembro de 1919, quando Atatürk se encontrou com o general do Exército dos Estados Unidos James Harbord, líder da Comissão Harbord sobre os genocídios, em Sivas. Harbord recordaria mais tarde que Atatürk lhe disse que desaprovava o genocídio arménio e que alegadamente afirmou que "o massacre e a deportação de arménios foram obra de um pequeno comité que tomou o poder", e não do governo em si. Em 1920, perante o Parlamento turco, Atatürk chamou os genocídios de um "ato vergonhoso" e não os negou publicamente naquela época.
As relações de Atatürk com Enver Paxá, um dos principais perpetradores dos genocídios, também foram controversas, mas pouco compreendidas. Embora os dois homens possam ter sido próximos às vezes, Atatürk tinha uma antipatia pessoal por Enver Paxá; ele disse uma vez a um confidente que Enver Paxá era uma figura perigosa que poderia levar o país à ruína.
A principal preocupação em relação a Atatürk era o envolvimento e a reação do governo turco ao incêndio de Esmirna em 1922, que viu multidões muçulmanas turcas e paramilitares se envolverem abertamente em assassinatos em massa de gregos e armênios e destruírem os bairros gregos e armênios da cidade, matando cerca de 100 000 pessoas. Não está claro se essas atrocidades, incluindo o incêndio, fizeram parte dos genocídios das minorias cristãs da Ásia Menor cometidos pelo exército e pelo governo turcos durante a Primeira Guerra Mundial. A responsabilidade continua sendo um debate controverso e não está claro se os turcos entraram na cidade com essas intenções. Muitos apologistas turcos argumentam que o exército regular turco não desempenhou nenhum papel nesses eventos. Na época, Atatürk era comandante das forças armadas turcas e enviou um telegrama ao Ministro das Relações Exteriores, Yusuf Kemal, descrevendo a versão oficial dos acontecimentos na cidade. No telegrama, ele alegou que as minorias grega e armênia tinham “planos pré-estabelecidos” para “destruir Izmir”. Há alegações  Atatürk decidiu fazer pouco em relação às vítimas gregas e armênias dos incêndios causados pelos manifestantes muçulmanos, a fim de reconstruir a cidade como Izmir dominada pelos turcos.
Embora Atatürk criticasse o genocídio armênio e os kemalistas tivessem prometido processar os envolvidos no genocídio, em 31 de março de 1923, uma anistia geral foi declarada para aqueles que foram condenados por corte marcial e pelos tribunais municipais após a derrota das forças otomanas. A Turquia também se recusou a entregar os envolvidos nos crimes aos Aliados, argumentando que isso violaria a soberania turca. Alguns dos criminosos de guerra também foram convidados para o governo da nova república turca.

### Guerra da Independência Turca (1919–1923)

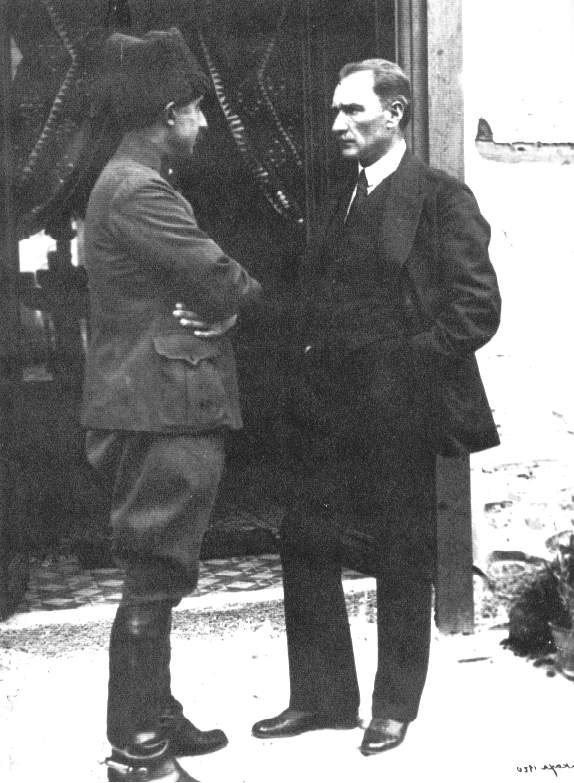
Atatürk (à direita) em Ancara com İsmet Paxá (à esquerda)

Em 30 de abril de 1919, Fahri Yaver-i Hazret-i Şehriyari ("Ajudante de campo honorário de Sua Majestade o Sultão") Mirliva Atatürk foi designado como inspetor da Inspetoria de Tropas do Nono Exército para reorganizar o que restava das unidades militares otomanas e melhorar a segurança interna. Em 19 de maio de 1919, ele chegou a Samsun. Seu primeiro objetivo foi estabelecer um movimento nacional organizado contra as forças de ocupação. Em junho de 1919, ele emitiu a Circular de Amásia, declarando que a independência do país estava em perigo. Ele renunciou ao Exército Otomano em 8 de julho, e o governo otomano emitiu um mandado de prisão contra ele. Mas Kâzım Karabekir e outros comandantes militares ativos na Anatólia Oriental seguiram a liderança de Atatürk e reconheceram-no como seu líder.
Em 4 de setembro de 1919, ele reuniu um congresso em Sivas. Aqueles que se opuseram aos Aliados em várias províncias da Turquia emitiram uma declaração chamada Misak-ı Millî ("Pacto Nacional"). Atatürk foi nomeado chefe do comitê executivo do Congresso, o que lhe deu a legitimidade de que precisava para sua política futura.
A última eleição para o parlamento otomano, realizada em dezembro de 1919, deu uma ampla maioria aos candidatos da "Associação para a Defesa dos Direitos da Anatólia e da Romênia" (Anadolu ve Rumeli Müdafaa-i Hukuk Cemiyeti), liderada por Atatürk, que permaneceu em Angora, agora conhecida como Ancara. O quarto (e último) mandato do parlamento foi aberto em Constantinopla em 12 de janeiro de 1920. Foi dissolvido pelas forças britânicas em 18 de março de 1920, logo após adotar o Misak-ı Millî ("Pacto Nacional"). Atatürk apelou à realização de eleições nacionais para estabelecer um novo Parlamento turco sediado em Angora. – a "Grande Assembleia Nacional" (GNA). Em 23 de abril de 1920, o GNA foi aberto com Atatürk como presidente; este ato criou efetivamente a situação de diarquia no país.  Em Maio de 1920, a luta pelo poder entre os dois governos levou à sentença de morte à revelia de Atatürk pelos tribunais marciais turcos. Halide Edib (Adıvar) e Ali Fuat (Cebesoy) também foram condenados à morte ao lado de Atatürk.

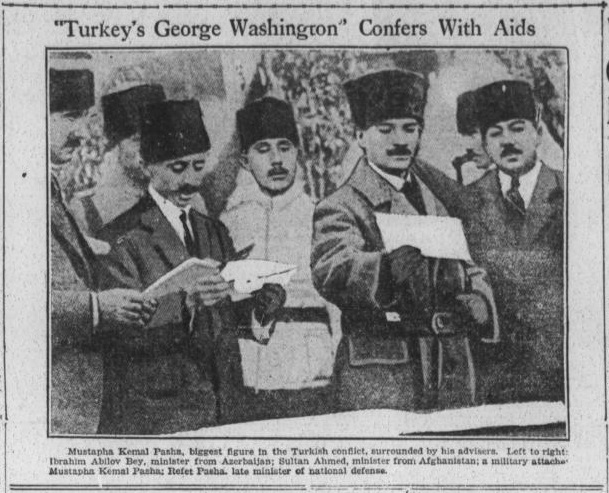
The Abilene Daily Reporter sediado no Texas, EUA, chamou Atatürk de "George Washington da Turquia" em 13 de outubro de 1922

Em 10 de agosto de 1920, o grão-vizir otomano Damat Ferid Paşa assinou o Tratado de Sèvres, finalizando os planos para a divisão do Império Otomano, incluindo as regiões que os cidadãos turcos viam como seu coração. Atatürk insistiu na independência completa do país e na salvaguarda dos interesses da maioria turca em "solo turco". Ele persuadiu o GNA a reunir um Exército Nacional. O exército do GNA enfrentou o exército do Califado apoiado pelas forças de ocupação Aliadas e teve a tarefa imediata de lutar contra as forças armênias na Frente Oriental e as forças gregas que avançavam para o leste de Esmirna (hoje conhecida como Izmir), que haviam ocupado em maio de 1919, na Frente Ocidental.
Os sucessos militares do GNA contra a República Democrática da Arménia no Outono de 1920 e mais tarde contra os gregos foram possíveis graças a um fornecimento constante de ouro e armamentos aos kemalistas por parte do governo bolchevique russo a partir do Outono de 1920.

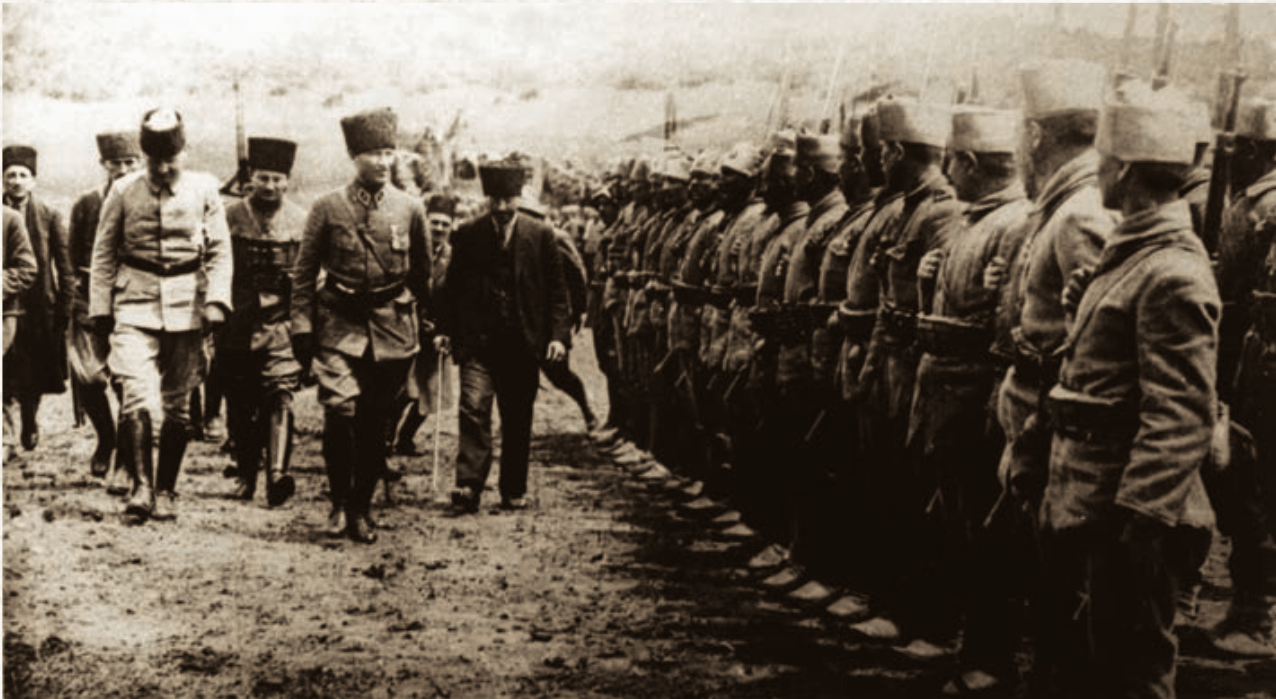
Atatürk inspeciona as tropas turcas em 18 de junho de 1922

Após uma série de batalhas durante a Guerra Greco-Turca, o exército grego avançou até o Rio Sakarya, apenas oitenta quilômetros a oeste de Ancara. Em 5 de agosto de 1921, Atatürk foi promovido a comandante-chefe das forças pelo GNA.  A Batalha de Sakarya que se seguiu foi travada de 23 de agosto a 13 de setembro de 1921 e terminou com a derrota dos gregos. Após esta vitória, Atatürk recebeu o posto de Mareşal e o título de Gazi pela Grande Assembleia Nacional em 19 de setembro de 1921. Os Aliados, ignorando a extensão dos sucessos de Atatürk, esperavam impor uma versão modificada do Tratado de Sèvres como um acordo de paz em Angora, mas a proposta foi rejeitada. Em agosto de 1922, Atatürk lançou um ataque total às linhas gregas em Afyonkarahisar na Batalha de Dumlupınar, e as forças turcas recuperaram o controle de Izmir em 9 de setembro de 1922. Em 10 de setembro de 1922, Atatürk enviou um telegrama à Liga das Nações afirmando que a população turca estava tão agitada que o governo de Ancara não seria responsável pelos massacres que se seguiram.

### Estabelecimento da República da Turquia

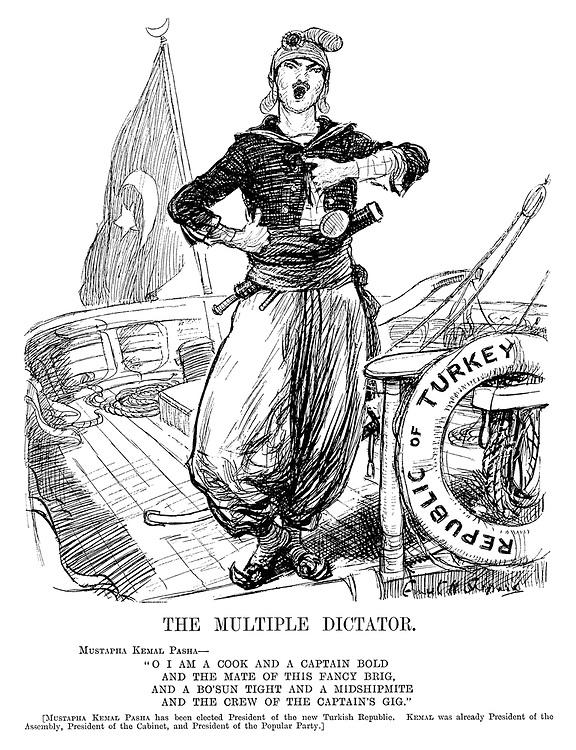
Uma caricatura britânica de 1923 satirizando o governo de Atatürk na Turquia

A Conferência de Lausanne começou em 21 de novembro de 1922. A Turquia, representada por İsmet İnönü do GNA, recusou qualquer proposta que comprometesse a soberania turca, como o controlo das finanças turcas, as Capitulações, os Estreitos e outras questões. Embora a conferência tenha sido interrompida em 4 de fevereiro, continuou após 23 de abril, concentrando-se principalmente nas questões económicas. Em 24 de julho de 1923, o Tratado de Lausanne foi assinado pelas Potências com o GNA, reconhecendo assim este último como o governo da Turquia.
Em 29 de outubro de 1923, a República da Turquia foi proclamada. Desde então, o Dia da República é comemorado como feriado nacional nessa data.

## Presidência
Com o estabelecimento da República da Turquia, começaram os esforços para modernizar o país. O novo governo analisou as instituições e constituições de estados ocidentais como França, Suécia, Itália e Suíça e as adaptou às necessidades e características da nação turca. Destacando a falta de conhecimento do público sobre as intenções de Atatürk, o público aplaudiu: "Estamos retornando aos dias dos primeiros califas". Atatürk colocou Fevzi Çakmak, Kâzım Özalp e İsmet İnönü em posições políticas onde eles poderiam instituir suas reformas. Ele capitalizou sua reputação como um líder militar eficiente e passou os anos seguintes, até sua morte em 1938, instituindo reformas políticas, econômicas e sociais. Ao fazer isso, ele transformou a sociedade turca, que antes era vista como uma parte muçulmana de um vasto império, em um estado-nação moderno, democrático e secular. Isto teve uma influência positiva no capital humano porque a partir daí o que importava na escola era a ciência e a educação; o Islão concentrava-se nas mesquitas e nos locais religiosos.

### Política interna

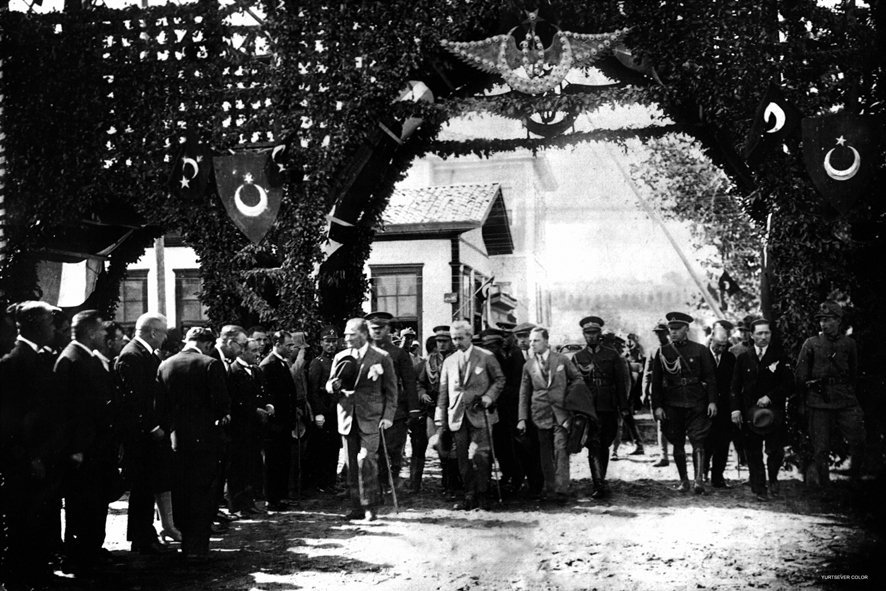
Atatürk na cerimônia de inauguração da ferrovia Samsun - Çarşamba (1928)

O objetivo principal de Atatürk era a independência completa do país. Ele esclareceu sua posição:
...por independência total entendemos, naturalmente, total independência económica, financeira, jurídica, militar, cultural e liberdade em todos os assuntos. Ser privado de independência em qualquer um deles equivale a que a nação e o país sejam privados de toda a sua independência.
Ele liderou amplas reformas nos aspectos sociais, culturais e econômicos, estabelecendo a espinha dorsal das estruturas legislativas, judiciais e econômicas da nova República. Embora mais tarde tenha sido idealizado por alguns como o criador de reformas radicais, muitas das suas ideias reformistas já eram comuns nos círculos intelectuais otomanos na viragem do século XX e foram expressas mais abertamente após a Revolução dos Jovens Turcos.
Atatürk criou uma faixa para marcar as mudanças entre o antigo governo otomano e o novo governo republicano. Cada mudança foi simbolizada por uma seta neste banner. Essa ideologia definidora da República da Turquia é chamada de "Seis Flechas" ou Kemalismo. O kemalismo é baseado na concepção de realismo e pragmatismo de Atatürk. Os fundamentos do nacionalismo, populismo e estatismo foram todos definidos nas Seis Flechas. Esses fundamentos não eram novidade na política mundial nem, de fato, entre a elite da Turquia. O que os tornou únicos foi que esses fundamentos inter-relacionados foram explicitamente formulados para as necessidades da Turquia. Um bom exemplo é a definição e aplicação do secularismo; o estado secular kemalista diferia significativamente dos estados predominantemente cristãos.

#### Surgimento do estado, 1923–1924

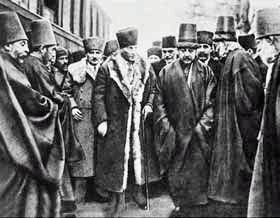
Atatürk em 1923, com membros da Ordem Mevlevi, antes que sua expressão institucional se tornasse ilegal e sua loja de dervixes fosse transformada no Museu Mevlana. A Ordem Mevlevi conseguiu se transformar em uma organização apolítica que ainda existe

Os registros do diário privado de Atatürk datados antes do estabelecimento da república em 1923 mostram que ele acreditava na importância da soberania do povo. Ao forjar a nova república, os revolucionários turcos viraram as costas à corrupção e à decadência percebidas da cosmopolita Constantinopla e da sua herança otomana.  Por exemplo, eles fizeram de Ancara (como Angora é conhecida em inglês desde 1930) a nova capital do país e reformaram o serviço postal turco. Antigamente uma cidade provinciana no interior da Anatólia, a cidade se transformou no centro do movimento de independência. Atatürk queria um “governo direto da Assembleia”  e visualizou uma democracia representativa, soberania parlamentar, onde o Parlamento Nacional seria a fonte máxima de poder.
Nos anos seguintes, ele mudou um pouco sua postura; o país precisava de uma imensa quantidade de reconstrução, e o "governo direto da Assembleia" não sobreviveria em tal ambiente. Os revolucionários enfrentaram desafios dos apoiadores do antigo regime otomano e também dos apoiadores de novas ideologias, como o comunismo e o fascismo. Atatürk viu as consequências das doutrinas fascistas e comunistas nas décadas de 1920 e 1930 e rejeitou ambas. Ele impediu a propagação na Turquia do regime totalitário que dominava a União Soviética, a Alemanha e a Itália. Alguns consideraram a sua oposição e o silenciamento destas ideologias como um meio de eliminar a concorrência; outros acreditavam que era necessário proteger o jovem estado turco de sucumbir à instabilidade de novas ideologias e facções concorrentes. Sob Atatürk, o processo de prisão conhecido como Detenções de 1927 (1927 Tevkifatı) foi lançado, e uma política generalizada de prisão foi colocada em prática contra os membros do Partido Comunista da Turquia. Figuras políticas comunistas como Hikmet Kıvılcımlı, Nâzım Hikmet e Şefik Hüsnü foram julgadas e condenadas a penas de prisão. Então, em 1937, uma delegação chefiada por Atatürk decidiu censurar os escritos de Kıvılcımlı como propaganda comunista prejudicial. 

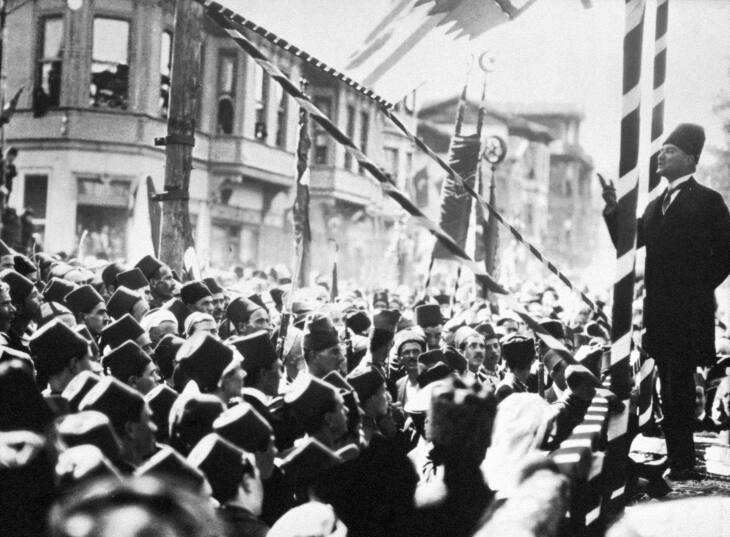
Em 1924, durante seu discurso em Bursa

O coração da nova república era o GNA, estabelecido durante a Guerra da Independência da Turquia por Atatürk.  As eleições eram livres e utilizavam um sistema eleitoral igualitário baseado no escrutínio geral. Os deputados do GNA serviram como voz da sociedade turca, expressando suas opiniões e preferências políticas. Tinha o direito de selecionar e controlar tanto o governo quanto o primeiro-ministro. Inicialmente, também atuou como um poder legislativo, controlando o poder executivo e, se necessário, serviu como um órgão de escrutínio sob a Constituição Turca de 1921. A Constituição Turca de 1924 estabeleceu uma separação frouxa de poderes entre os órgãos legislativo e executivo do estado, enquanto a separação desses dois dentro do sistema judiciário era rígida. Atatürk, então presidente, ocupava uma posição dominante nesse sistema político.
O regime de partido único foi estabelecido de fato em 1925, após a adoção da constituição de 1924. O único partido político do GNA era o "Partido Popular", fundado por Atatürk em 9 de setembro de 1923. (Mas, de acordo com a cultura do partido, a data de fundação foi o dia de abertura do Congresso de Sivas, em 4 de setembro de 1919). Em 10 de novembro de 1924, foi renomeado Cumhuriyet Halk Fırkası ou Partido Republicano do Povo (a palavra fırka foi substituída pela palavra parti em 1935).

#### Independência cívica e o Califado, 1924–1925

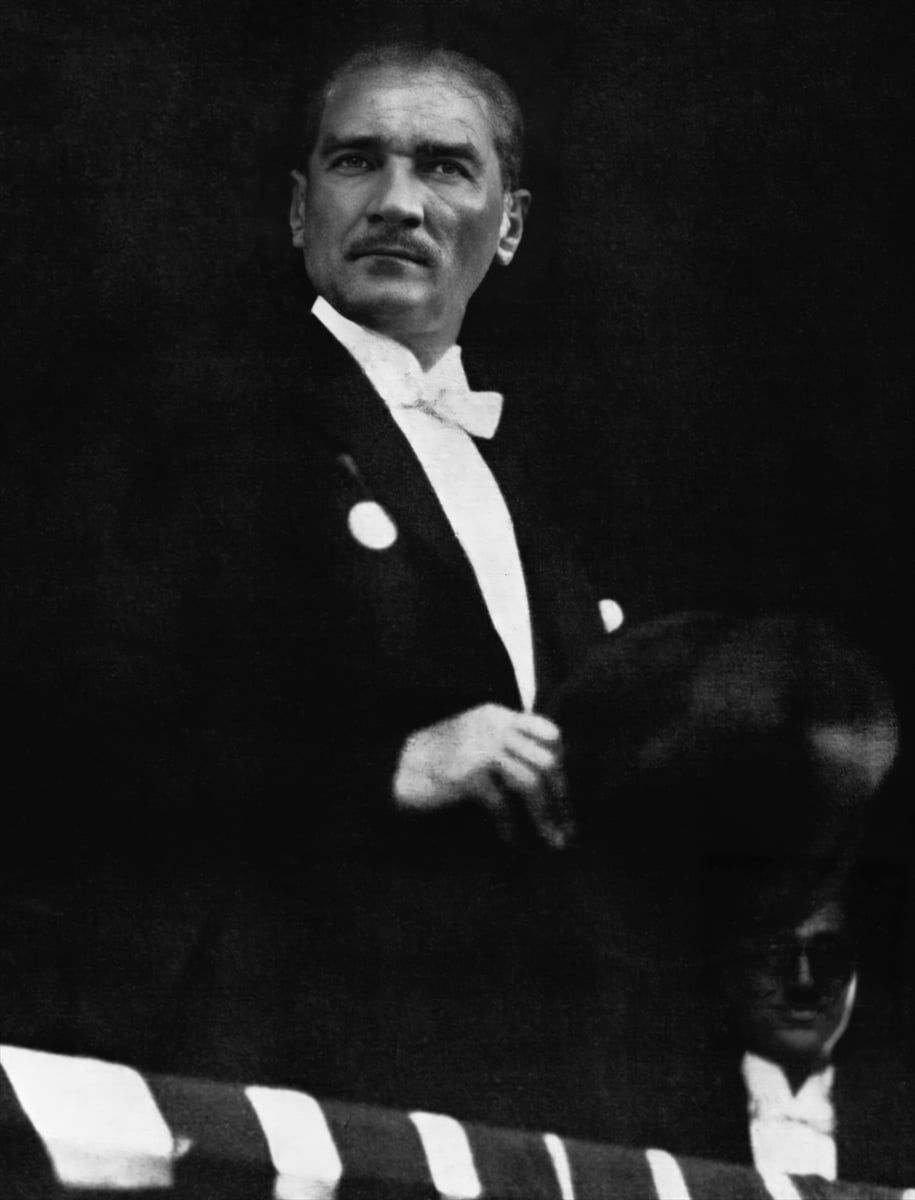
Atatürk durante as celebrações do Dia da República no segundo aniversário da República Turca, 29 de outubro de 1925

A abolição do califado e outras reformas culturais encontraram forte oposição. Os elementos conservadores não ficaram agradecidos e lançaram ataques aos reformistas kemalistas. Essa foi uma dimensão importante na iniciativa de Atatürk de reformar o sistema político e promover a soberania nacional. Segundo o consenso da maioria muçulmana nos primeiros séculos, o califado era o conceito político central do islamismo sunita.  Abolir o sultanato foi mais fácil porque a sobrevivência do califado na época satisfez os partidários do sultanato. Isto produziu um sistema dividido com a nova república de um lado e uma forma islâmica de governo com o califa do outro lado, e Atatürk e İnönü estavam preocupados que "isso alimentasse as expectativas de que o soberano retornaria sob o disfarce de califa". O califa Abdul Mejide II foi eleito após a abolição do sultanato (1922).

O califa tinha seu próprio tesouro pessoal e também tinha um serviço pessoal que incluía militares; Atatürk disse que não havia justificativa "religiosa" ou "política" para isso. Ele acreditava que o califa Abdulmecid II estava seguindo os passos dos sultões em assuntos internos e externos: aceitando e respondendo a representantes estrangeiros e oficiais da reserva, e participando de cerimônias e celebrações oficiais.  Ele queria integrar os poderes do califado aos poderes do GNA. Suas atividades iniciais começaram em 1º de janeiro de 1924, quando  İnönü, Çakmak e Özalp consentiram na abolição do califado. O califa fez uma declaração no sentido de que não interferiria nos assuntos políticos. Em 1 de março de 1924, na Assembleia, Atatürk disse:
A religião do Islão será elevada se deixar de ser um instrumento político, como aconteceu no passado.
Em 3 de março de 1924, o califado foi oficialmente abolido e seus poderes na Turquia foram transferidos para o GNA. Outras nações muçulmanas debateram a validade da abolição unilateral do califado pela Turquia, ao decidirem se deveriam confirmar a ação turca ou nomear um novo califa. Uma "Conferência do Califado" foi realizada no Cairo em maio de 1926 e uma resolução foi aprovada declarando o califado "uma necessidade no Islão", mas não conseguiu implementar esta decisão. 
Duas outras conferências islâmicas foram realizadas em Meca (1926) e Jerusalém (1931), mas não conseguiram chegar a um consenso. A Turquia não aceitou o restabelecimento do califado e percebeu isso como um ataque à sua existência básica. Entretanto, Atatürk e os reformistas continuaram o seu próprio caminho.
Em 8 de abril de 1924, os tribunais da xaria foram abolidos com a lei "Mehakim-i Şer'iyenin İlgasına ve Mehakim Teşkilatına Ait Ahkamı Muaddil Kanun".

#### Reforma educacional
A remoção do califado foi seguida por um amplo esforço para estabelecer a separação entre assuntos governamentais e religiosos. A educação foi a pedra angular desse esforço. Em 1923, havia três principais grupos educacionais de instituições. As instituições mais comuns eram madraças baseadas no árabe, no Alcorão e na memorização. O segundo tipo de instituição era idadî e sultanî, as escolas reformistas da era Tanzimat. O último grupo incluía faculdades e escolas minoritárias em línguas estrangeiras que usavam os modelos de ensino mais recentes na educação dos alunos. A antiga educação medresa foi modernizada.  Atatürk mudou a educação islâmica clássica para uma reconstrução vigorosamente promovida de instituições educacionais.  Ele vinculou a reforma educacional à libertação da nação do dogma, que ele acreditava ser mais importante que a Guerra da Independência da Turquia. Ele declarou:
Hoje, a nossa tarefa mais importante e mais produtiva são os assuntos da educação nacional [unificação e modernização]. Temos de ser bem sucedidos nos assuntos educativos nacionais e seremos. A libertação de uma nação só é alcançada desta forma.
No verão de 1924, Atatürk convidou o reformador educacional americano John Dewey para Ancara para aconselhá-lo sobre como reformar a educação turca. Suas reformas na educação pública visavam preparar os cidadãos para papéis na vida pública por meio do aumento da alfabetização pública. Ele queria instituir educação primária obrigatória para meninos e meninas; desde então, esse esforço tem sido uma tarefa contínua da república. Ele ressaltou que um dos principais objetivos da educação na Turquia era criar uma geração nutrida pelo que ele chamou de "cultura pública". As escolas estaduais estabeleceram um currículo comum que ficou conhecido como "unificação da educação".
A unificação da educação entrou em vigor em 3 de março de 1924 pela Lei de Unificação da Educação (nº 430). Com a nova lei, a educação passou a ser inclusiva, organizada segundo o modelo da comunidade civil. Nesse novo modelo, todas as escolas enviavam seus currículos ao "Ministério da Educação Nacional", uma agência governamental inspirada nos ministérios da educação de outros países. Ao mesmo tempo, a república aboliu os dois ministérios e subordinou o clero ao departamento de assuntos religiosos, um dos fundamentos do secularismo na Turquia. A unificação da educação sob um currículo acabou com os "clérigos ou clérigos do Império Otomano", mas não foi o fim das escolas religiosas na Turquia; elas foram transferidas para o ensino superior até que governos posteriores as restauraram à sua antiga posição no ensino médio após a morte de Atatürk.

#### Traje ocidental

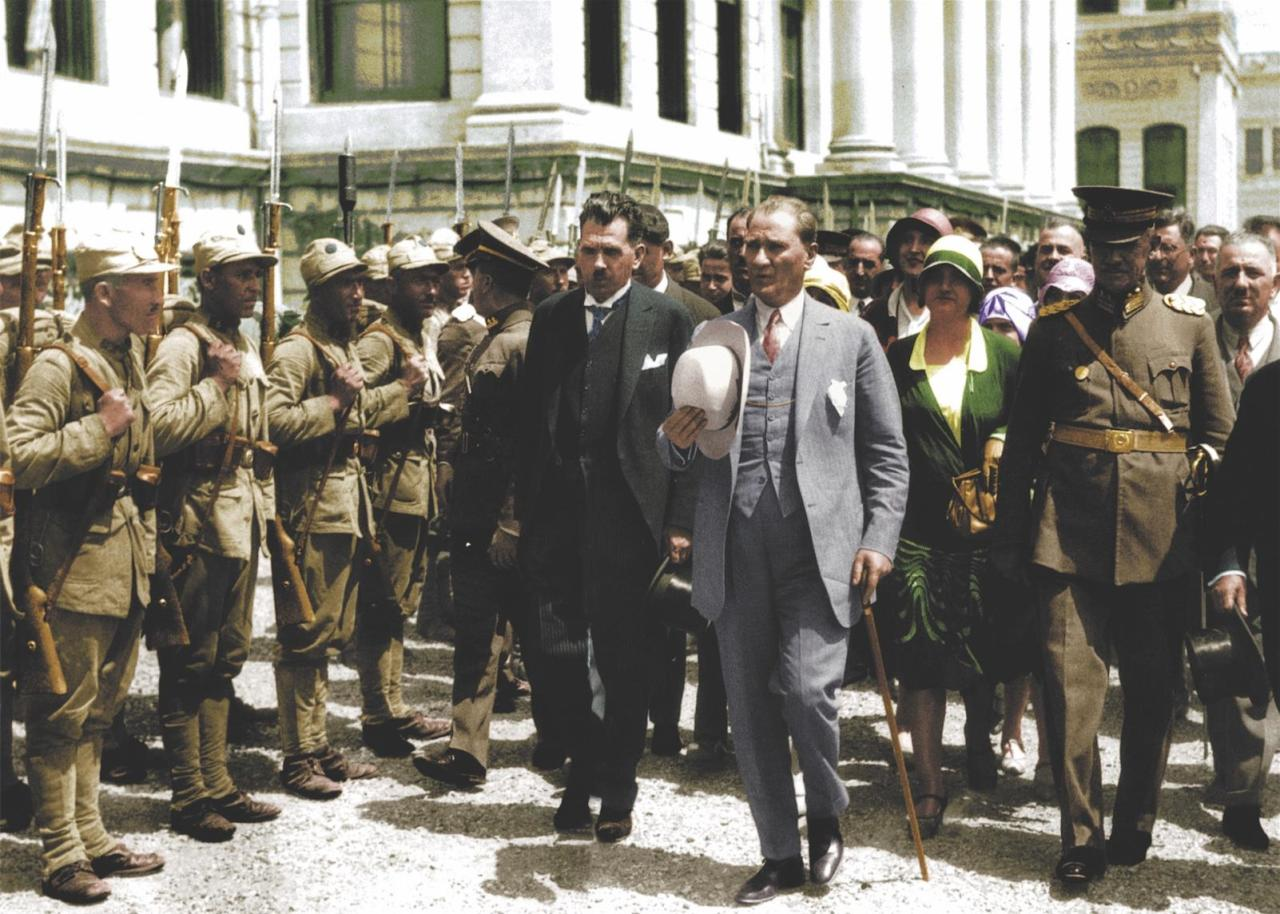
Atatürk com seu chapéu-panamá logo após o discurso de Kastamonu em 1925

A partir do outono de 1925, Atatürk encorajou os turcos a usar trajes europeus modernos.  Ele estava determinado a forçar o abandono das tradições de vestuário do Oriente Médio e finalizar uma série de reformas de vestimenta, que foram originalmente iniciadas por Mamude II.  O fez foi criado pelo sultão Mamude II em 1826 como parte do esforço de modernização do Império Otomano. A Lei do Chapéu de 1925 introduziu o uso de chapéus de estilo ocidental em vez do fez. Atatürk tornou o chapéu obrigatório para os funcionários públicos.  As diretrizes para o vestuário adequado de estudantes e funcionários públicos foram aprovadas durante sua vida; muitos servidores públicos adotaram o chapéu voluntariamente. Em 1925, Atatürk usou um chapéu-panamá durante uma aparição pública em Kastamonu, uma das cidades mais conservadoras da Anatólia, para explicar que o chapéu era o adorno de cabeça das nações civilizadas. A última parte da reforma do vestuário enfatizou a necessidade de usar ternos ocidentais modernos com gravatas, bem como chapéus estilo Fedora e Derby, em vez de roupas religiosas antiquadas, como o véu e o turbante da Lei Relativa às Vestimentas Proibidas de 1934.
Embora ele tenha promovido pessoalmente o vestuário moderno para mulheres, Atatürk nunca fez referência específica às roupas femininas na lei, pois acreditava que as mulheres se adaptariam aos novos estilos de roupas por sua própria vontade. Ele era frequentemente fotografado em eventos públicos com sua esposa Lâtife Uşaklıgil, que cobria a cabeça de acordo com a tradição islâmica. Ele também era frequentemente fotografado em eventos públicos com mulheres vestindo roupas ocidentais modernas. Mas foram as filhas adotivas de Atatürk, Sabiha Gökçen e Afet İnan, que forneceram o verdadeiro modelo para as mulheres turcas do futuro. Ele escreveu: "A cobertura religiosa das mulheres não causará dificuldades... Este estilo simples [de cobertura da cabeça] não está em conflito com a moral e os costumes da nossa sociedade".

#### Insígnias religiosas
Em 30 de agosto de 1925, a visão de Atatürk sobre insígnias religiosas usadas fora de locais de culto foi apresentada em seu discurso de Kastamonu. Este discurso também teve outra posição. Ele disse:
Face ao conhecimento, à ciência e a toda a extensão da civilização radiante, não posso aceitar a presença na comunidade civilizada da Turquia de pessoas suficientemente primitivas para procurar benefícios materiais e espirituais na orientação dos xeques. A república turca não pode ser um país de xeques, dervixes e discípulos. A melhor e mais verdadeira ordem é a ordem da civilização. Para ser homem basta cumprir as exigências da civilização. Os líderes das ordens de dervixes compreenderão a verdade das minhas palavras e fecharão eles próprios as suas lojas [tekke] e admitirão que as suas disciplinas cresceram.
Em 2 de setembro, o governo emitiu um decreto fechando todas as ordens sufis, as tekkes e outras lojas ideológicas religiosas. Atatürk ordenou que as lojas dos dervixes fossem convertidas em museus, como o Museu Mevlana em Konya. A expressão institucional de ideologias religiosas tornou-se ilegal na Turquia; foi permitida a existência de uma forma politicamente neutra de qualquer ideologia religiosa, funcionando como associações sociais. 

#### Oposição a Atatürk em 1924–1927

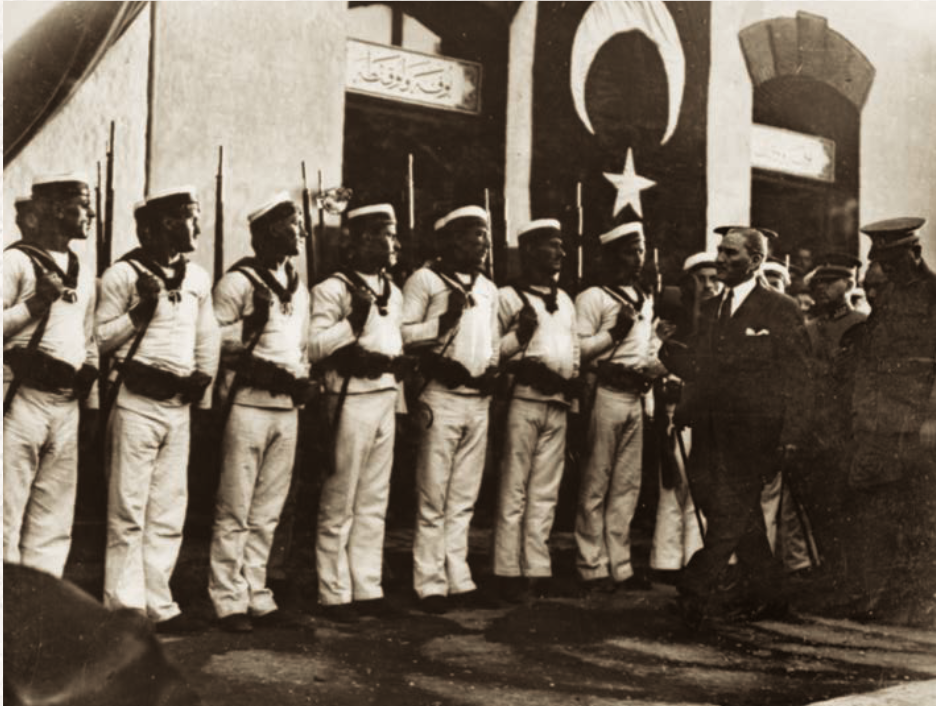
Atatürk é recebido pelos fuzileiros navais em Büyükada (14 de julho de 1927)

Em 1924, enquanto a "Questão de Moçul" estava sobre a mesa, o Xeque Saíde começou a organizar a Rebelião do Xeque Saíde. Sheikh Said era um rico chefe tribal curdo de uma ordem local Naqshbandi em Diyarbakır. Ele enfatizou a questão da religião; não apenas se opôs à abolição do Califado, mas também à adoção de códigos civis baseados em modelos ocidentais, ao fechamento de ordens religiosas, à proibição da poligamia e ao novo casamento civil obrigatório. O xeque incitou seus seguidores contra as políticas do governo, que ele considerava anti-islâmicas. Num esforço para restaurar a lei islâmica, as forças de Sheik moveram-se pelo campo, tomaram escritórios governamentais e marcharam sobre as cidades importantes de Elazığ e Diyarbakır. Membros do governo viram a Rebelião do Sheikh Said como uma tentativa de contra-revolução. Eles pediram ação militar imediata para impedir sua propagação. Com o apoio de Atatürk, o primeiro-ministro interino Ali Fethi (Okyar) foi substituído por İsmet Paxá (İnönü), que em 3 de março de 1925 ordenou a invocação da "Lei para a Manutenção da Ordem" para lidar com a rebelião. Concedeu ao governo poderes excepcionais e incluiu a autoridade para encerrar grupos subversivos. A lei foi revogada em março de 1927.
Também houve parlamentares no GNA que não ficaram satisfeitos com essas mudanças. Tantos membros foram denunciados como simpatizantes da oposição numa reunião privada do Partido Republicano do Povo (CHP) que Atatürk expressou o seu receio de estar entre a minoria no seu próprio partido. Ele decidiu não expurgar este grupo. Depois que uma moção de censura deu a oportunidade de formar um grupo dissidente, Kâzım Karabekir, junto com seus amigos, fundou tal grupo em 17 de outubro de 1924. A censura se tornou um voto de confiança no CHP para Atatürk. Em 8 de novembro, a moção foi rejeitada por 148 votos contra 18, e 41 votos estavam ausentes. O CHP ocupou todas as cadeiras do parlamento, exceto uma. Depois de a maioria do CHP o ter escolhido, Atatürk disse: "a nação turca está firmemente determinada a avançar sem medo no caminho da república, da civilização e do progresso".
Em 17 de novembro de 1924, o grupo dissidente fundou o Partido Republicano Progressista (PRP) com 29 deputados e o primeiro sistema multipartidário começou. Alguns dos associados mais próximos de Atatürk que o apoiaram nos primeiros dias da Guerra da Independência, como Rauf Bey (mais tarde Rauf Orbay), Refet Paxá e Ali Fuat Paxá (mais tarde Ali Fuat Cebesoy) estavam entre os membros do novo partido. O programa econômico do PRP sugeria liberalismo, em contraste com o estatismo do CHP, e seu programa social era baseado no conservadorismo, em contraste com o modernismo do CHP. Os líderes do partido apoiaram fortemente a revolução kemalista em princípio, mas tinham opiniões diferentes sobre a revolução cultural e o princípio do secularismo.  O PRP não era contra as principais posições de Atatürk, conforme declaradas em seu programa; eles apoiavam o estabelecimento do secularismo no país e da lei civil, ou como declarado, "as necessidades da época" (artigo 3) e o sistema uniforme de educação (artigo 49). Esses princípios foram definidos pelos líderes no início. A única oposição legal tornou-se um lar para todos os tipos de opiniões divergentes.
Em 1926, uma conspiração para assassinar Atatürk foi descoberta em Esmirna (İzmir). Originou-se de um ex-deputado que se opôs à abolição do Califado. O que originalmente era uma investigação sobre os planejadores se transformou em uma investigação abrangente. Aparentemente, seus objetivos eram descobrir atividades subversivas, mas, na verdade, a investigação foi usada para minar aqueles que discordavam das reformas culturais de Atatürk. A investigação levou vários ativistas políticos ao tribunal, incluindo Karabekir, o líder do PRP. Vários líderes sobreviventes do Comitê União e Progresso, incluindo Mehmet Cavid, Ahmed Şükrü e İsmail Canbulat, foram considerados culpados de traição e enforcados. Como a investigação encontrou uma ligação entre os membros do PRP e a Rebelião Sheikh Said, o PRP foi dissolvido após os resultados do julgamento. O padrão de oposição organizada foi quebrado; esta ação seria o único expurgo político amplo durante a presidência de Atatürk. A declaração de Atatürk, "Meu corpo mortal se transformará em pó, mas a República da Turquia durará para sempre", foi considerada um testamento após a tentativa de assassinato.

#### Esforços de modernização, 1926–1930

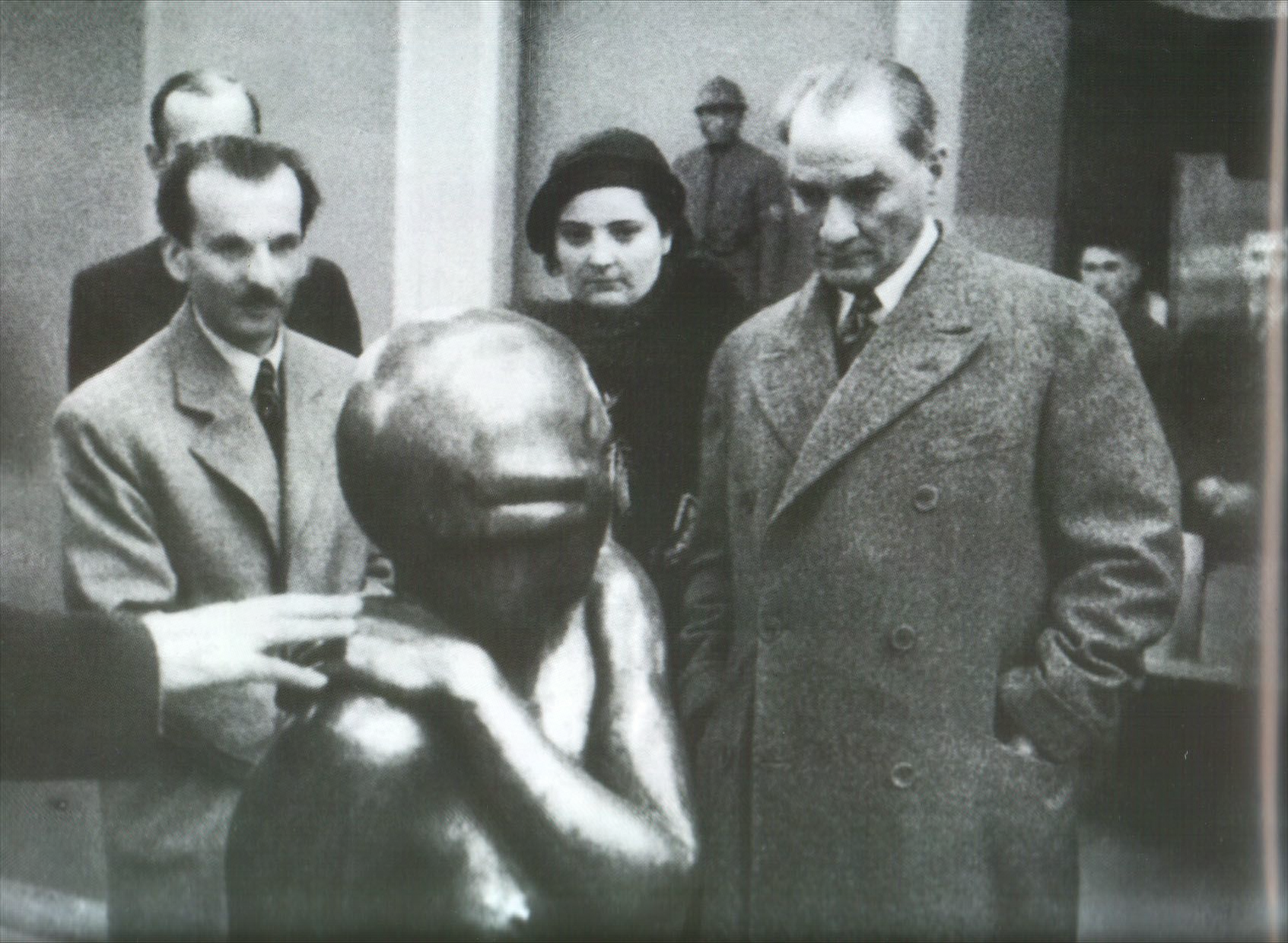
Atatürk na inauguração do Museu Estatal de Arte e Escultura em 1927

Nos anos seguintes a 1926, Atatürk introduziu um afastamento radical das reformas anteriores estabelecidas pelo Império Otomano. Pela primeira vez na história, a lei islâmica foi separada da lei secular e restringida a questões religiosas. Ele afirmou:
Devemos libertar os nossos conceitos de justiça, as nossas leis e as nossas instituições jurídicas dos laços que, embora sejam incompatíveis com as necessidades do nosso século, ainda nos prendem fortemente.
Em 1º de março de 1926, o código penal turco, inspirado no código penal italiano, foi aprovado. Em 4 de outubro de 1926, os tribunais islâmicos foram fechados. O estabelecimento do direito cívico levou tempo, então Atatürk adiou a inclusão do princípio da laicidade (o princípio constitucional do secularismo na França) até 5 de fevereiro de 1937.

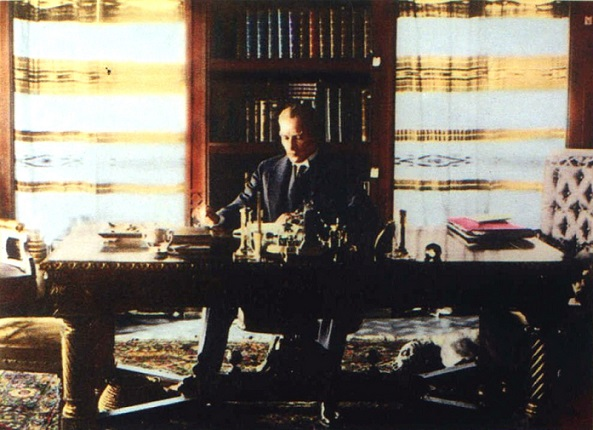
Atatürk na biblioteca da Residência Presidencial Çankaya em Ancara, em 16 de julho de 1929

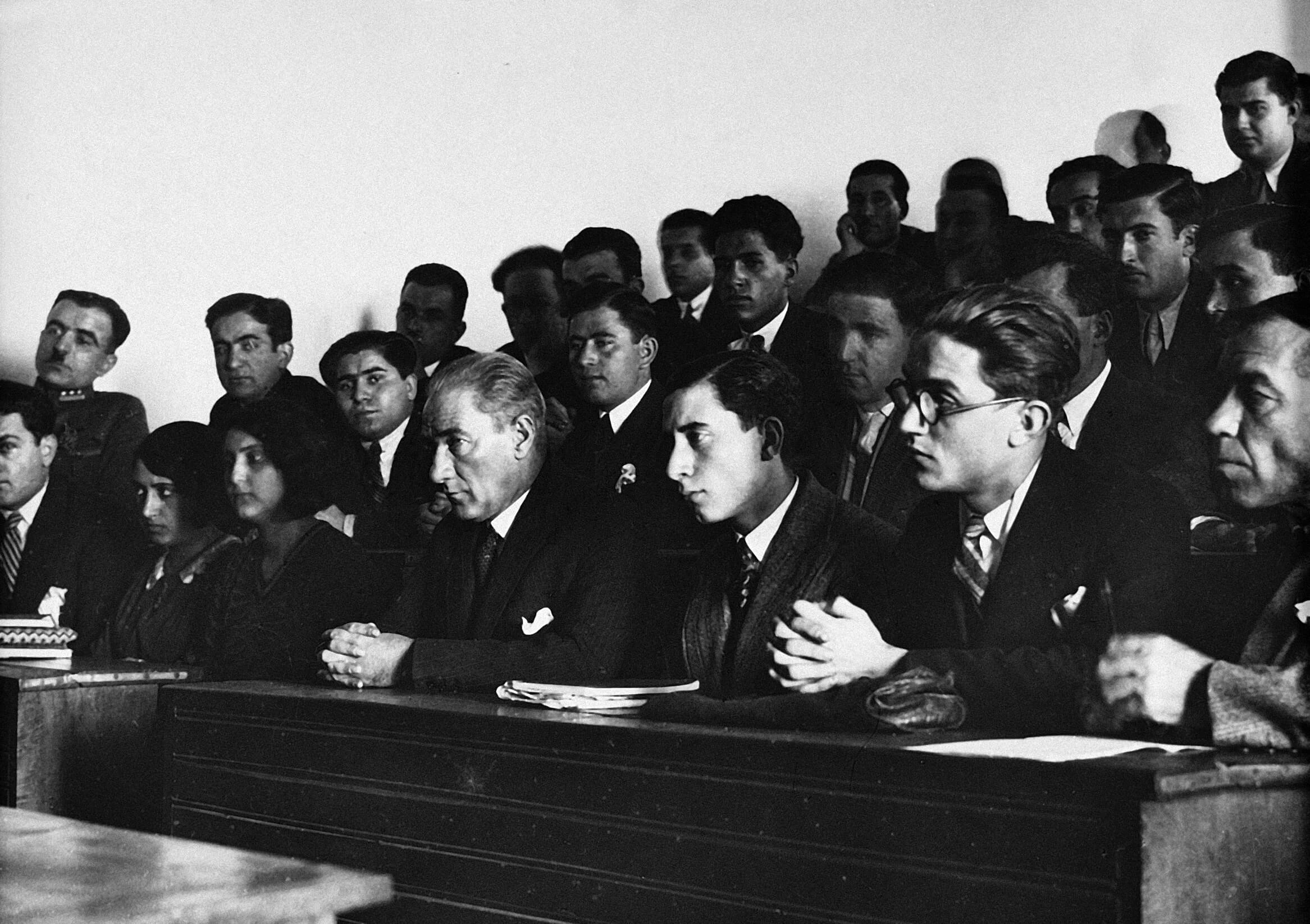
Atatürk assistindo a uma aula na Faculdade de Direito da Casa de Ciências Múltiplas de Istambul em 1930

Em consonância com a prática islâmica de segregação sexual, a prática otomana desencorajava a interação social entre homens e mulheres. Atatürk começou a desenvolver reformas sociais para abordar essa questão muito cedo, como ficou evidente em seu diário pessoal. Ele e sua equipe discutiram questões como a abolição do véu feminino e a integração das mulheres ao mundo exterior. Seus planos para superar a tarefa foram escritos em seu diário em novembro de 1915:
A mudança social pode ocorrer (1) educando mães capazes e conhecedoras da vida; (2) dar liberdade às mulheres; (3) um homem pode mudar sua moral, pensamentos e sentimentos levando uma vida comum com uma mulher; pois existe uma tendência inata para a atração de afeto mútuo.
Atatürk precisava de um novo código civil para estabelecer seu segundo grande passo para dar liberdade às mulheres. A primeira parte foi a educação das meninas, feito estabelecido com a unificação da educação. Em 4 de outubro de 1926, o novo código civil turco, inspirado no Código Civil Suíço, foi aprovado. Sob o novo código, as mulheres ganharam igualdade com os homens em questões como herança e divórcio, já que Atatürk não considerava o gênero um fator na organização social. Segundo sua visão, a sociedade marchava em direção ao seu objetivo com homens e mulheres unidos. Ele acreditava que seria cientificamente impossível para a Turquia alcançar o progresso e tornar-se civilizada se a separação de género otomana persistisse. Durante uma reunião ele declarou:
Para as mulheres: Vençam por nós a batalha da educação e farão ainda mais pelo seu país do que nós conseguimos fazer. É para você que eu apelo.

Para os homens: Se doravante as mulheres não participarem na vida social da nação, nunca alcançaremos o nosso pleno desenvolvimento. Permaneceremos irremediavelmente atrasados, incapazes de tratar em igualdade de condições com as civilizações do Ocidente.
Além disso, no período de partido único kemalista, a taxa de participação no mercado de trabalho da Turquia chegou a 70%. A taxa de participação continuou a diminuir após a democratização da Turquia devido à reacção das normas conservadoras na sociedade turca.
Em 1927, o Museu Estatal de Arte e Escultura (Ankara Resim ve Heykel Müzesi) abriu suas portas. O museu destacou a escultura, que raramente era praticada na Turquia devido à tradição islâmica de evitar a idolatria. Atatürk acreditava que "a cultura é a base da República Turca"  e descreveu o impulso ideológico da Turquia moderna como "uma criação de patriotismo misturada com um elevado ideal humanista". Ele incluiu tanto o legado criativo de sua própria nação quanto o que ele via como os valores admiráveis da civilização global. A cultura pré-islâmica dos turcos tornou-se objeto de extensa pesquisa, e ênfase particular foi colocada na cultura turca difundida antes das civilizações seljúcida e otomana . Ele instigou o estudo das civilizações da Anatólia – frígios, lídios, sumérios e hititas. Para atrair a atenção do público para culturas passadas, ele pessoalmente nomeou os bancos de "Sümerbank" (1932), em homenagem aos sumérios, e "Etibank" (1935), em homenagem aos hititas. Ele também enfatizou as artes populares do campo como uma fonte da criatividade turca.
Na época, a república usava a língua turca otomana escrita em alfabeto árabe com vocabulário emprestado do árabe e do persa. No entanto, apenas 10% da população era alfabetizada. Além disso, o reformador americano John Dewey, convidado por Atatürk para ajudar na reforma educacional, descobriu que aprender a ler e escrever turco no alfabeto árabe tradicional levava cerca de três anos. Na primavera de 1928, Atatürk se encontrou em Ancara com vários linguistas e professores de toda a Turquia para revelar seu plano de implementar um novo alfabeto para a língua turca escrita, baseado em um alfabeto latino modificado. O novo alfabeto turco serviria como um substituto para a antiga escrita árabe e uma solução para o problema da alfabetização, uma vez que o novo alfabeto não retinha as complexidades da escrita árabe e poderia ser aprendido em poucos meses. Quando Atatürk perguntou aos especialistas em idiomas quanto tempo levaria para implementar o novo alfabeto na língua turca, a maioria dos professores e linguistas disse entre três e cinco anos. Diz-se que Atatürk zombou e declarou abertamente: "Faremos isso em três a cinco meses".

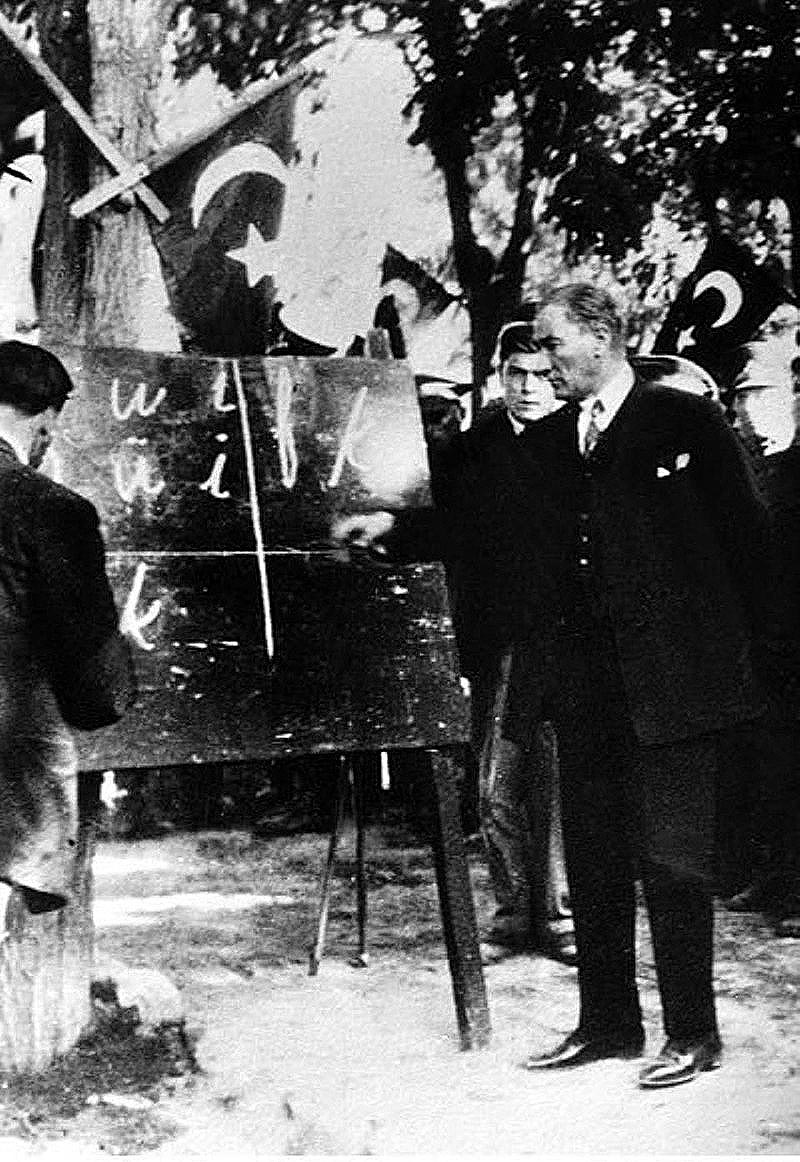
Atatürk apresentando o novo alfabeto turco ao povo de Kayseri em 20 de setembro de 1928

Nos meses seguintes, Atatürk pressionou pela introdução do novo alfabeto turco e fez anúncios públicos sobre a próxima revisão. A criação do alfabeto foi realizada pela Comissão da Língua (Dil Encümeni) por iniciativa de Atatürk. Em 1º de novembro de 1928, ele introduziu o novo alfabeto turco e aboliu o uso da escrita árabe. O primeiro jornal turco usando o novo alfabeto foi publicado em 15 de dezembro de 1928. O próprio Atatürk viajou pelo interior para ensinar aos cidadãos o novo alfabeto. Após campanhas vigorosas, a taxa de alfabetização mais que duplicou, passando de 10,6% em 1927 para 22,4% em 1940. Para complementar a reforma da alfabetização, foram organizados vários congressos sobre questões científicas, educação, história, economia, artes e línguas. As bibliotecas foram desenvolvidas sistematicamente e foram criadas bibliotecas móveis e sistemas de transporte de livros para servir distritos remotos. A reforma da alfabetização também foi apoiada pelo fortalecimento do setor editorial privado com uma nova lei sobre direitos autorais.

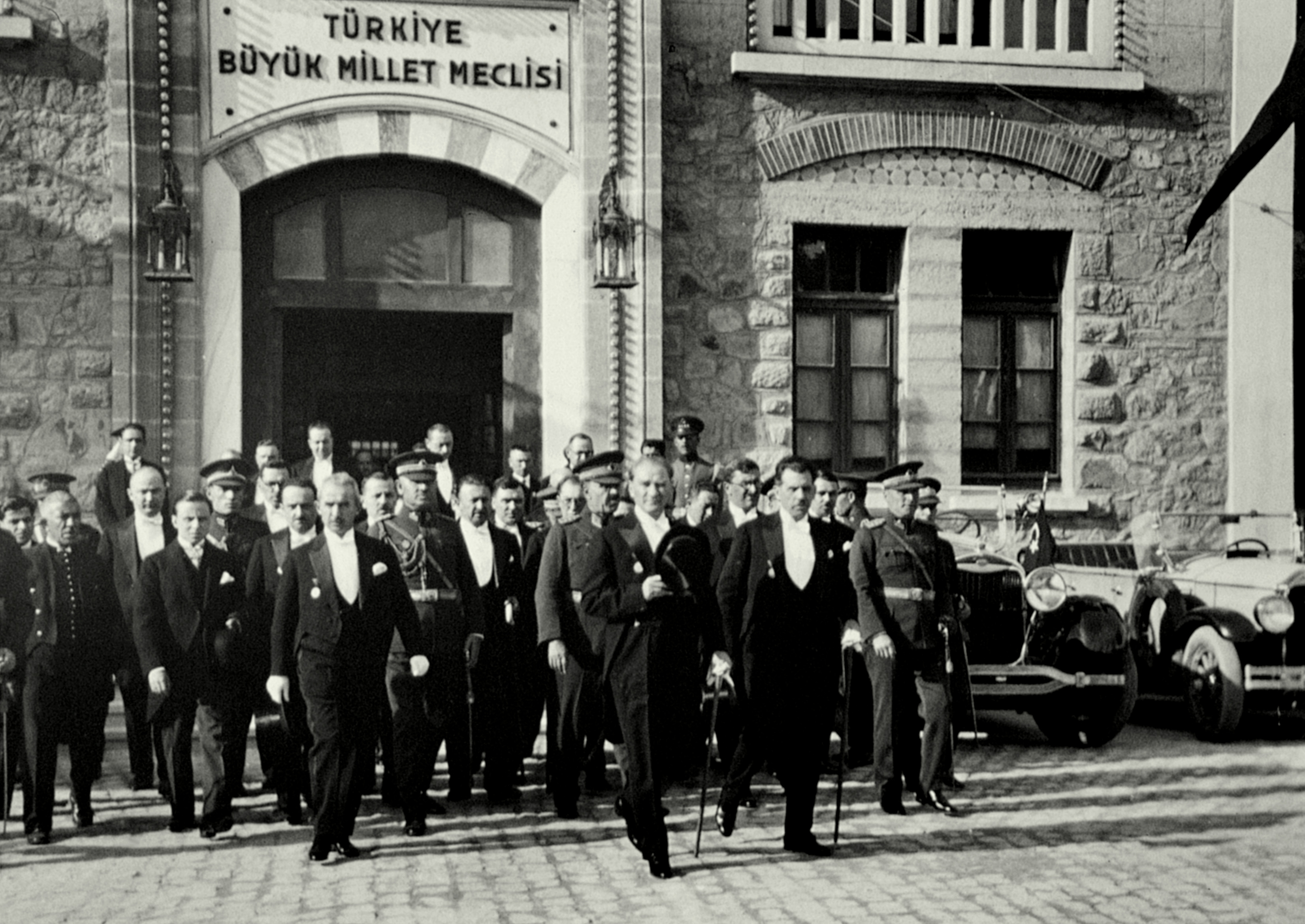
Em 1930, ao deixar o parlamento após a reunião de comemoração do 7º ano

Atatürk promoveu métodos de ensino modernos no nível do ensino primário, e Dewey provou ser essencial para o esforço. Dewey apresentou um conjunto paradigmático de recomendações concebidas para sociedades em desenvolvimento que caminham em direção à modernidade no seu "Relatório e Recomendação para o sistema educacional turco". Ele estava interessado em educação de adultos com o objetivo de formar uma base de habilidades no país. As mulheres turcas aprendiam não apenas cuidados com as crianças, costura e administração doméstica, mas também habilidades necessárias para ingressar na economia fora de casa. O programa educacional unificado de Atatürk tornou-se um sistema supervisionado pelo estado, que foi concebido para criar uma base de competências para o progresso social e económico do país, através da educação de cidadãos responsáveis, bem como de membros úteis e apreciados da sociedade. Além disso, a educação turca se tornou um sistema integrativo, com o objetivo de aliviar a pobreza e usou a educação feminina para estabelecer a igualdade de gênero. O próprio Atatürk deu especial ênfase à educação das mulheres e apoiou a coeducação, introduzindo-a a nível universitário em 1923-1924 e estabelecendo-a como norma em todo o sistema educativo em 1927. As reformas de Atatürk na educação tornaram-na significativamente mais acessível: entre 1923 e 1938, o número de alunos que frequentavam escolas primárias aumentou 224% (de 342 000 para 765 000), o número de alunos que frequentavam escolas secundárias aumentou 12,5 vezes (de cerca de 6 000 para 74 000) e o número de alunos que frequentavam escolas secundárias aumentou quase 17 vezes (de 1 200 para 21 000).
Atatürk atraiu atenção da mídia para propagar a educação moderna durante este período. Ele instigou reuniões oficiais de educação chamadas "Conselhos Científicos" e "Cúpulas Educacionais" para discutir a qualidade da educação, questões de treinamento e certos princípios educacionais básicos. Ele disse: "nosso [currículo escolar] deve ter como objetivo fornecer oportunidades para que todos os alunos aprendam e tenham sucesso". Ele estava pessoalmente envolvido no desenvolvimento de dois livros didáticos. O primeiro, Vatandaş İçin Medeni Bilgiler (Conhecimento cívico para os cidadãos, 1930), introduziu a ciência do governo comparativo e explicou os meios de administrar a confiança pública, explicando as regras de governação aplicadas às novas instituições estatais. O segundo, Geometri (Geometria, 1937), foi um texto para escolas secundárias e introduziu muitos dos termos atualmente usados na Turquia para descrever a geometria. 

#### Oposição a Atatürk em 1930–1931

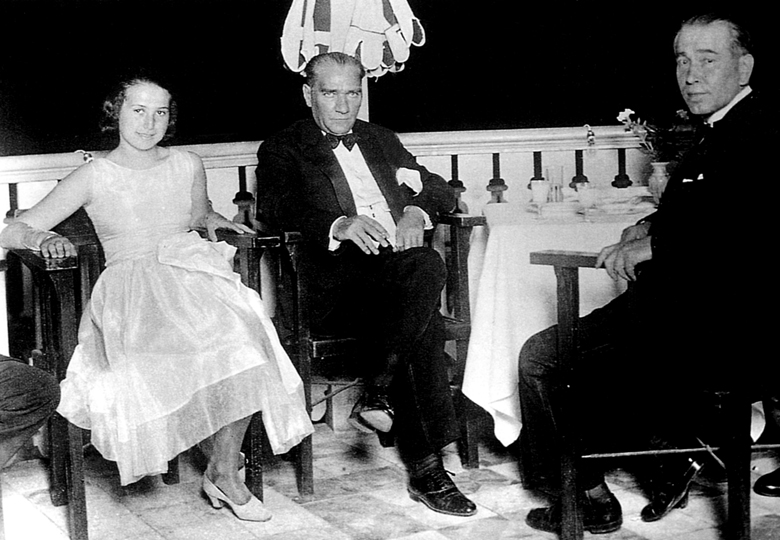
Atatürk com o líder do Partido Republicano Liberal Fethi Okyar e sua filha em Yalova, em 13 de agosto de 1930

Em 11 de agosto de 1930, Atatürk decidiu tentar um movimento multipartidário mais uma vez e pediu a  Fethi Okyar que estabelecesse um novo partido. Atatürk insistiu na proteção das reformas seculares. O novíssimo Partido Republicano Liberal obteve sucesso em todo o país. Entretanto, sem o estabelecimento de um espectro político real, o partido se tornou o centro da oposição às reformas de Atatürk, particularmente no que diz respeito ao papel da religião na vida pública. Em 23 de dezembro de 1930, ocorreu uma série de incidentes violentos, instigados pela rebelião de fundamentalistas islâmicos em Menemen, uma pequena cidade na região do Mar Egeu. O Incidente de Menemen passou a ser considerado uma séria ameaça às reformas seculares.

Em novembro de 1930, Ali Fethi Okyar dissolveu seu próprio partido. Um período multipartidário mais duradouro da República da Turquia começou em 1945. Em 1950, o CHP cedeu a posição majoritária ao Partido Democrata . Isso ocorreu em meio a argumentos de que o governo de partido único de Atatürk não promovia a democracia direta. O motivo pelo qual os experimentos com pluralismo falharam durante esse período foi que nem todos os grupos no país concordaram com um consenso mínimo em relação a valores compartilhados (principalmente secularismo) e regras compartilhadas para resolução de conflitos. Em resposta a tais críticas, o biógrafo de Atatürk, Andrew Mango, escreve: "entre as duas guerras, a democracia não pôde ser sustentada em muitas sociedades relativamente mais ricas e bem-educadas. O autoritarismo esclarecido de Atatürk deixou um espaço razoável para vidas privadas livres. Mais não poderia ter sido esperado em sua vida". Embora, às vezes, não parecesse um democrata em suas ações, Atatürk sempre apoiou a ideia de construir uma sociedade civil: um sistema de organizações e instituições cívicas e sociais voluntárias, em oposição às estruturas apoiadas pela força do estado. Em um de seus muitos discursos sobre a importância da democracia, Atatürk disse em 1933:
República significa a administração democrática do estado. Fundamos a República, chegando ao seu décimo ano. Deverá fazer cumprir todos os requisitos da democracia à medida que chegar o momento.

#### Esforços de modernização, 1931–1938

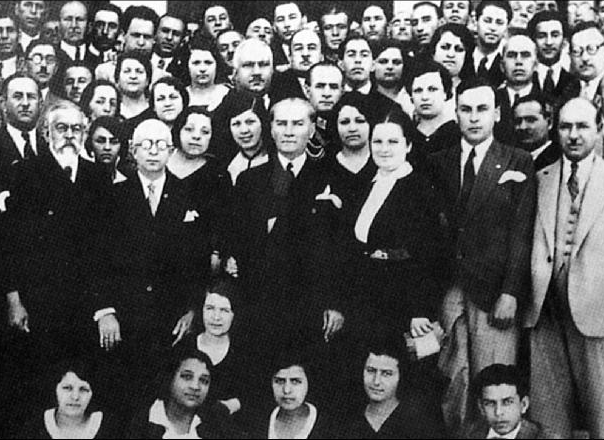
Em 1931, durante a cerimônia de fundação da Instituição Histórica Turca. Atatürk está de pé com Afet İnan (à sua esquerda) e Yusuf Akçura (primeiro da esquerda)

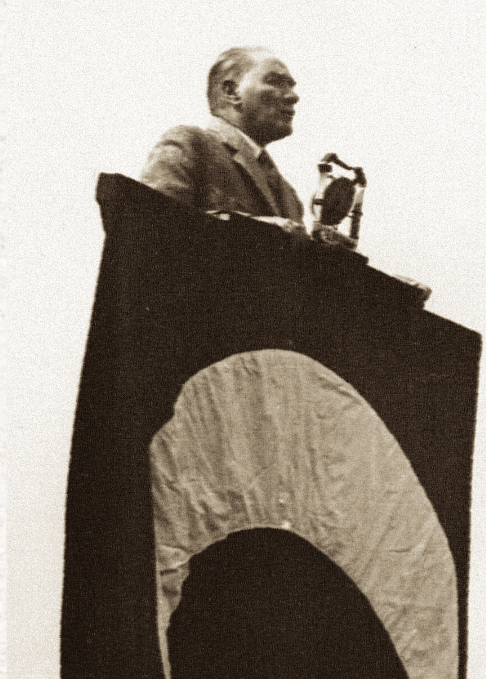
Atatürk na inauguração da escola de voo Türkkuşu em Etimesgut em 3 de maio de 1935

Em 1931, Atatürk fundou a Associação da Língua Turca (Türk Dil Kurumu) para conduzir trabalhos de pesquisa na língua turca. A Sociedade Histórica Turca (Türk Tarih Kurumu) foi fundada em 1931 e começou a manter arquivos em 1932 para conduzir trabalhos de pesquisa sobre a história da Turquia.  Em 1 de janeiro de 1928, ele fundou a Associação Turca de Educação,  que apoiava crianças inteligentes e trabalhadoras em dificuldades financeiras, bem como contribuições materiais e científicas para a vida educacional. Em 1933, Atatürk ordenou a reorganização da Universidade de Istambul em uma instituição moderna e mais tarde fundou a Universidade de Ancara na capital.
Atatürk tratou da tradução de terminologia científica para o turco. Ele queria que a reforma da língua turca fosse baseada em metodologia. Qualquer tentativa de "limpar" a língua turca da influência estrangeira sem modelar a estrutura integral da língua era inerentemente errada para ele. Ele supervisionou pessoalmente o desenvolvimento da Teoria da Linguagem Solar (Güneş Dil Teorisi), uma teoria linguística que propunha que todas as línguas humanas eram descendentes de uma língua primária da Ásia Central. Suas ideias podem ser rastreadas até o trabalho do cientista francês Hilaire de Barenton intitulado L'Origine des Langues, des Religions et des Peuples, que postula que todas as línguas se originaram de hieróglifos e cuneiformes usados pelos sumérios, e o artigo do linguista austríaco Hermann F. Kvergić de Viena intitulado "La psychologie de quelques éléments des langues Turques" ("a psicologia de alguns elementos das línguas turcas"). Atatürk introduziu formalmente a Teoria da Linguagem do Sol nos círculos políticos e educacionais turcos em 1935, embora mais tarde tenha corrigido as práticas mais extremistas.
Saffet Arıkan, um político que era o chefe da Associação da Língua Turca, disse "Ulu Önderimiz Ata Türk Mustafa Kemal" ("Nosso Grande Líder Ata Türk Mustafa Kemal") no discurso de abertura do 2º Dia da Língua em 26 de setembro de 1934. Mais tarde, o sobrenome "Atatürk" ("pai dos turcos") foi aceito como sobrenome de Mustafa Kemal após a adoção da Lei do Sobrenome em 1934.
A partir de 1932, centenas de "Casas do Povo" (Halkevleri) e "Salas do Povo" (Halkodaları) espalhadas pelo país permitiram maior acesso a uma grande variedade de atividades artísticas, esportivas e outros eventos culturais. Atatürk apoiou e encorajou as artes visuais e plásticas, que haviam sido suprimidas pelos líderes otomanos, que consideravam a representação da forma humana como idolatria. Muitos museus foram abertos, a arquitetura começou a seguir tendências modernas, e a música clássica ocidental, a ópera, o balé e o teatro ganharam mais força no país. As publicações de livros e revistas também aumentaram, e a indústria cinematográfica começou a crescer.
Quase todos os Alcorões na Turquia antes da década de 1930 foram impressos em árabe antigo. No entanto, em 1924, três traduções turcas do Alcorão foram publicadas em Istambul, e várias versões do Alcorão na língua turca foram lidas perante o público, criando uma controvérsia significativa. Estes Alcorões turcos foram ferozmente contestados pelos membros da comunidade religiosa, e o incidente levou muitos modernistas muçulmanos de destaque a apelar ao Parlamento turco para patrocinar uma tradução do Alcorão de qualidade adequada. Com o apoio de Atatürk, o Parlamento aprovou o projeto e a Diretoria de Assuntos Religiosos nomeou Mehmet Akif (Ersoy) para compor uma tradução do Alcorão, e o estudioso islâmico Elmalılı Hamdi Yazır para escrever um comentário do Alcorão em língua turca (tafsir) intitulado Hak Dini Kur'an Dili (O Alcorão: a Língua da Religião da Verdade).  No entanto, foi apenas em 1935 que a versão da obra de Yazır lida em público chegou à imprensa. Em 1932, Atatürk justificou a tradução do Alcorão afirmando que queria "ensinar religião em turco ao povo turco que praticava o islamismo sem entendê-lo há séculos". Atatürk acreditava que a compreensão da religião e de seus textos era importante demais para ser deixada a um pequeno grupo de pessoas. Assim, o seu objectivo era tornar o Alcorão acessível a um público mais vasto, traduzindo-o para línguas modernas. 
Em 1934, Atatürk encomendou a primeira obra operística turca, Özsoy. A ópera, encenada na Casa do Povo em Ancara, foi composta por Adnan Saygun e interpretada pela soprano Semiha Berksoy.

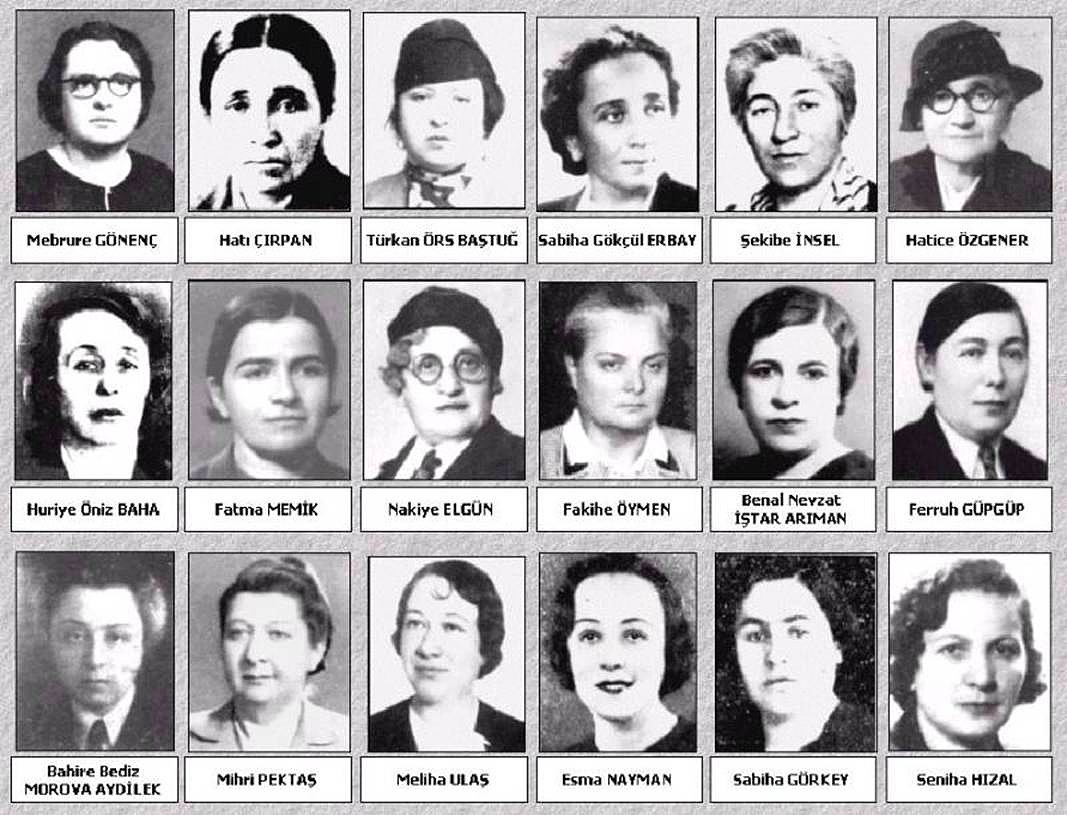
Dezoito deputadas se juntaram ao Parlamento turco nas eleições gerais de 1935

Em 5 de dezembro de 1934, a Turquia decidiu conceder plenos direitos políticos às mulheres. Os direitos iguais das mulheres no casamento já tinham sido estabelecidos no anterior código civil turco. O papel das mulheres nas reformas culturais de Atatürk foi expresso no livro cívico preparado sob sua supervisão. Nele, ele afirmou:
Não há explicação lógica para a privação política das mulheres. Qualquer hesitação e mentalidade negativa sobre este assunto nada mais é do que um fenómeno social do passado em desvanecimento. ...As mulheres devem ter o direito de votar e de serem eleitas; porque a democracia dita isso, porque existem interesses que as mulheres devem defender e porque existem deveres sociais que as mulheres devem cumprir.
As eleições gerais de 1935 resultaram em 18 deputadas de um total de 395 representantes, em comparação com nove dos 615 membros da Câmara dos Comuns britânica e seis dos 435 da Câmara dos Representantes dos EUA, inaugurada naquele ano.

#### Esforços de unificação e nacionalização

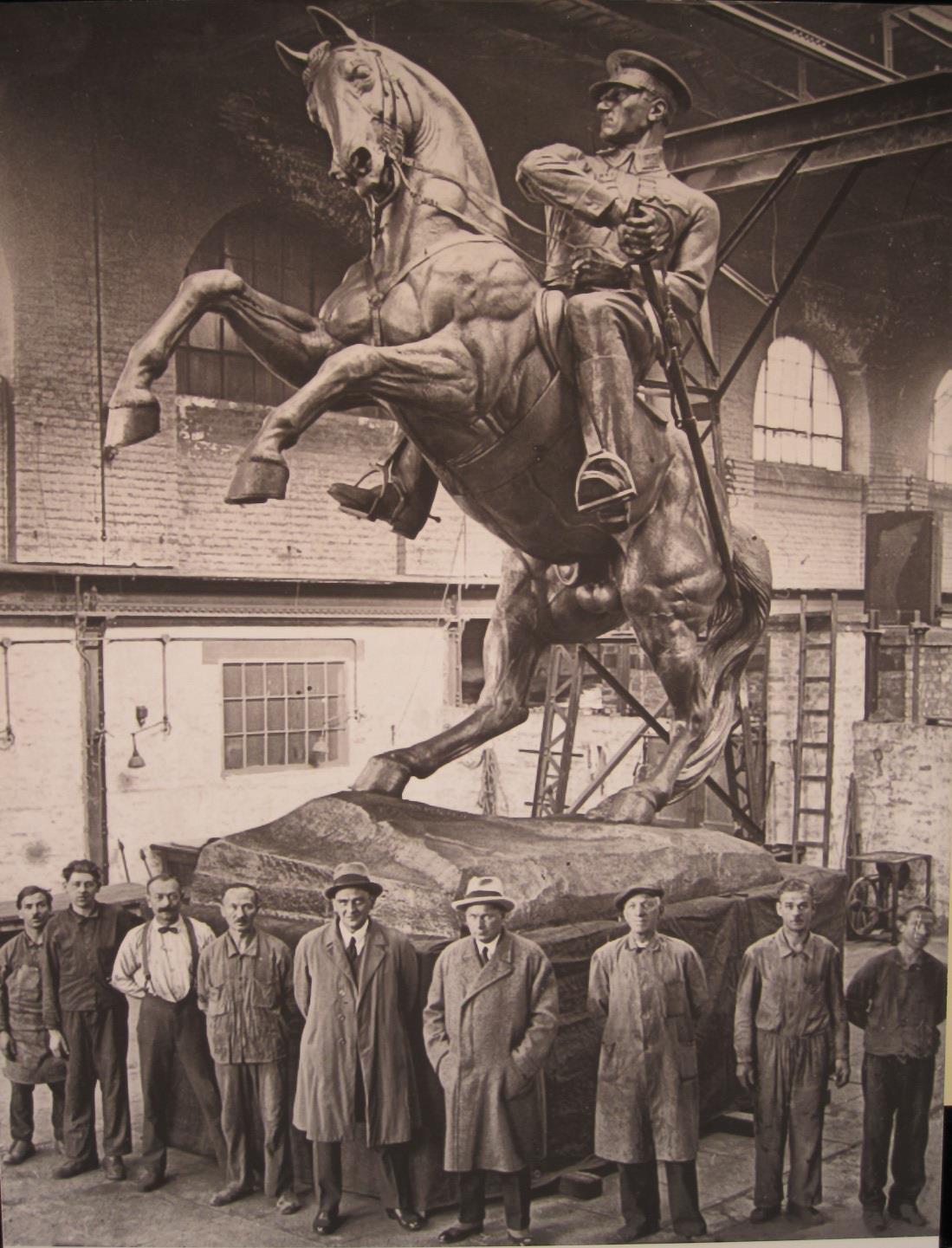
Estátua de Atatürk em Samsun

Quando a moderna República da Turquia foi fundada em 1923, o nacionalismo e o secularismo eram dois dos princípios fundadores. Atatürk pretendia criar um estado-nação (ulus devlet) a partir dos remanescentes turcos do Império Otomano. O kemalismo define o "povo turco" como "aqueles que protegem e promovem os valores morais, espirituais, culturais e humanísticos da nação turca". Um dos objetivos do estabelecimento do novo estado turco era garantir "o domínio da identidade nacional turca em todos os aspectos da vida social, desde a língua que as pessoas falam nas ruas até a língua a ser ensinada nas escolas, da educação à vida industrial, do comércio aos quadros de funcionários do estado, do direito civil ao assentamento de cidadãos em regiões específicas".  O processo de unificação por meio da turquificação continuou e foi fomentado sob o governo de Atatürk com políticas como Cidadão, fale turco! (Vatandaş Türkçe konuş!), uma iniciativa criada na década de 1930 por estudantes de direito, mas patrocinada pelo governo. Esta campanha tinha como objectivo pressionar os não falantes de turco a falarem turco em público. No entanto, a campanha foi além das medidas de uma mera política de falar turco, para uma prevenção total de qualquer outra língua.
Outro exemplo de nacionalização foi a Lei do Sobrenome, que obrigou o povo turco a adotar sobrenomes fixos e hereditários e proibiu nomes que contivessem conotações de culturas, nações, tribos e religiões estrangeiras. Como resultado, muitos armênios, gregos e curdos étnicos mudaram seus sobrenomes.  Sobrenomes não turcos terminados em "yan, of, ef, viç, is, dis, poulos, aki, zade, shvili, madumu, veled, bin" não puderam ser registrados e foram substituídos por "-oğlu". Além disso, a iniciativa de alteração de nomes geográficos do governo turco substituiu nomes geográficos e topográficos não turcos dentro da República Turca por nomes turcos. O principal proponente da iniciativa foi uma campanha de engenharia social de homogeneização turca que visava assimilar nomes geográficos ou topográficos que eram considerados estrangeiros e divisivos contra a unidade turca. Os nomes considerados estrangeiros eram geralmente de origem armênia, grega, laz, búlgara, curda, assíria ou árabe.
A Lei de Reassentamento de 1934 foi uma política adotada pelo governo turco que estabeleceu os princípios básicos da imigração. A lei, no entanto, é considerada por alguns como uma política de assimilação de minorias não turcas através de um reassentamento forçado e colectivo.

#### Reformas de política social e progresso económico
Atatürk também foi creditado por sua mudança transformadora na agricultura turca e no desenvolvimento ecológico. O governo kemalista plantou quatro milhões de árvores, modernizou o mecanismo agrícola turco, implementou controles de enchentes, abriu escolas em áreas rurais com instituições rurais, como bancos agrícolas, e implementou uma reforma agrária que removeu os pesados impostos dos camponeses da era otomana. Ele foi descrito como o "Pai da Agricultura Turca". Atatürk também impulsionou enormemente a economia turca com a produção industrial pesada aumentando em 150% e o PIB per capita subindo de 800 dólares para cerca de 2 000 dólares no final da década de 1930, a par do Japão.
O regime de Atatürk também aprovou a Lei Trabalhista de 1936, que concedeu aumentos salariais substanciais e melhorou as condições de trabalho dos trabalhadores nas empresas turcas. 

### Política externa

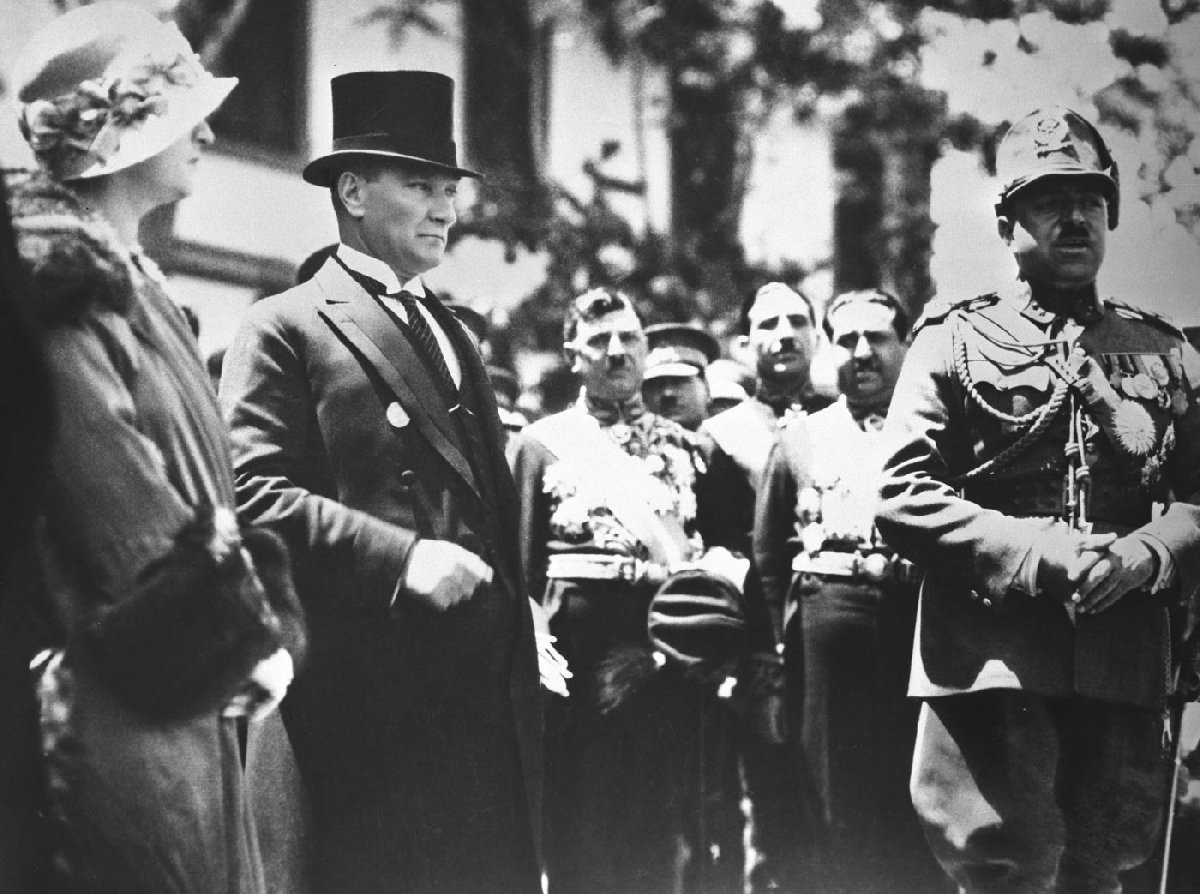
Atatürk com o rei Amanulá Cã do Afeganistão em Ancara, 1928. O rei Amānullāh tentou imitar muitas das reformas de Atatürk no Afeganistão, mas foi deposto

A política externa de Atatürk seguia o seu lema "Paz na nação, paz no mundo", uma percepção de paz ligada ao seu projecto de civilização e modernização. Os resultados das políticas de Atatürk dependiam do poder da soberania parlamentar estabelecida pela República. A Guerra da Independência Turca foi a última vez que Atatürk usou seu poderio militar para lidar com outros países. Questões estrangeiras foram resolvidas por métodos pacíficos durante sua presidência.

#### Questão de Moçul
A Questão de Moçul, uma disputa com o Reino Unido pelo controle do vilaiete de Moçul, foi uma das primeiras controvérsias relacionadas a relações exteriores da nova República. Durante a campanha da Mesopotâmia, o tenente-general William Marshall seguiu as instruções do Ministério da Guerra britânico de que "todos os esforços deveriam ser feitos para atingir o Tigre o mais fortemente possível antes que o apito soasse", capturando Moçul três dias após a assinatura do Armistício de Mudros (30 de outubro de 1918).  Em 1920, o Misak-ı Milli, que consolidou as "terras turcas", declarou que o vilaiete de Moçul era parte do coração histórico da Turquia. Os britânicos estavam em uma situação precária com a Questão de Moçul e estavam adotando medidas quase igualmente desesperadas para proteger seus interesses. Por exemplo, a revolta iraquiana contra os britânicos foi reprimida pelo Comando da RAF no Iraque durante o verão de 1920. Da perspectiva britânica, se Atatürk estabilizasse a Turquia, ele então voltaria sua atenção para Moçul e penetraria na Mesopotâmia, onde a população nativa provavelmente se juntaria à sua causa. Tal evento resultaria em uma nação muçulmana insurgente e hostil nas proximidades do território britânico na Índia.

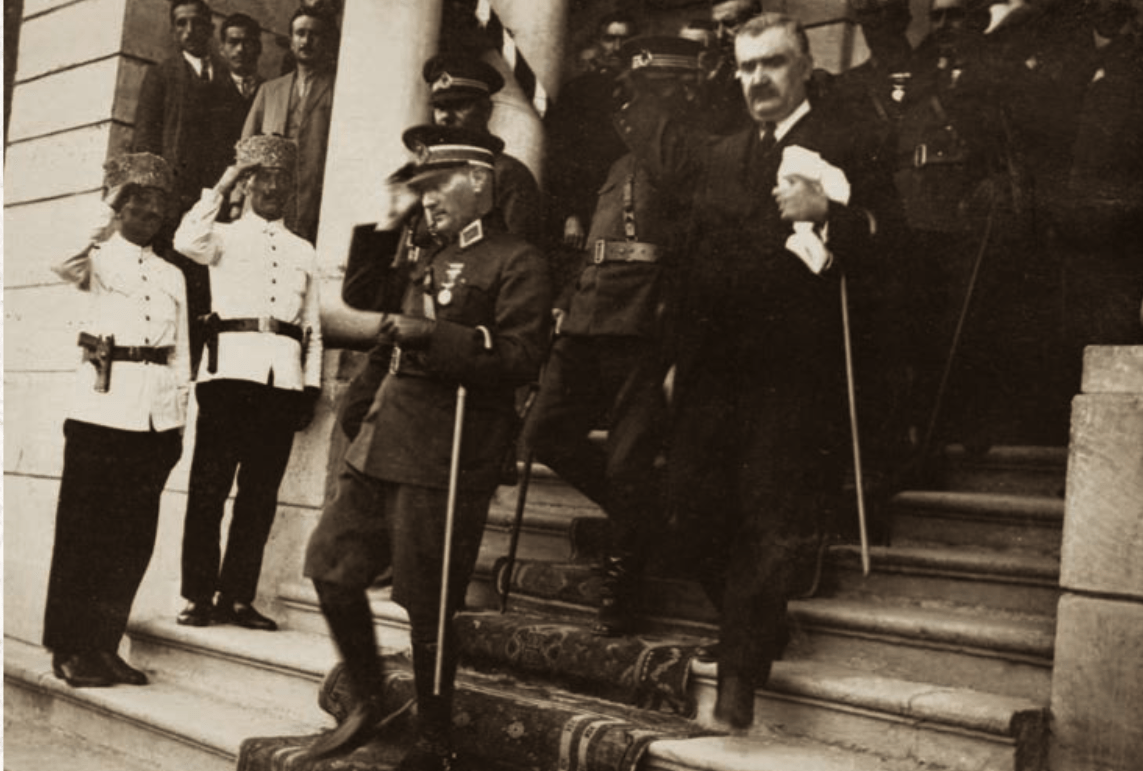
Atatürk nos dias da questão de Moçul, 1925

Em 1923, Atatürk tentou persuadir o GNA de que aceitar a arbitragem da Liga das Nações no Tratado de Lausanne não significava renunciar a Moçul, mas sim esperar por um momento em que a Turquia pudesse ser mais forte. No entanto, a fronteira traçada artificialmente teve um efeito perturbador na população de ambos os lados. Mais tarde, foi alegado que a Turquia começava onde o petróleo terminava, já que a fronteira foi traçada pelos geofísicos britânicos com base na localização das reservas de petróleo. Atatürk não queria essa separação. Para abordar as preocupações de Atatürk, o Secretário de Relações Exteriores britânico, George Curzon, tentou negar a existência de petróleo na área de Moçul. Em 23 de janeiro de 1923, Curzon argumentou que a existência de petróleo não era mais do que hipotética. No entanto, de acordo com o biógrafo H.C. Armstrong, "a Inglaterra queria Moçul e o seu petróleo. Os curdos eram a chave para Moçul e para o petróleo do Iraque".
Enquanto três inspetores do Comitê da Liga das Nações foram enviados à região para supervisionar a situação em 1924, a Rebelião do Xeque Saíde (1924–1927) decidiu estabelecer um novo governo posicionado para cortar os laços da Turquia com a Mesopotâmia. A relação entre os rebeldes e a Grã-Bretanha foi investigada. Na verdade, a assistência britânica foi procurada depois que os rebeldes decidiram que a rebelião não poderia permanecer por si só.
Em 1925, a Liga das Nações formou um comitê de três membros para estudar o caso enquanto a Rebelião do Sheikh Said estava em ascensão. Em parte devido às contínuas incertezas ao longo da fronteira norte (atual norte do Iraque), o comitê recomendou que a região fosse conectada ao Iraque com a condição de que o Reino Unido mantivesse o Mandato Britânico da Mesopotâmia. No final de março de 1925, os movimentos de tropas necessários foram concluídos e toda a área da rebelião de Sheikh Said foi cercada. Como resultado dessas manobras, a revolta foi reprimida. Grã-Bretanha, Iraque e Atatürk fizeram um tratado em 5 de junho de 1926, que seguiu principalmente as decisões do Conselho da Liga. O acordo deixou uma grande parte da população curda e dos turcomanos iraquianos no lado não turco da fronteira.

#### Relações com a República Socialista Soviética da Rússia/União Soviética

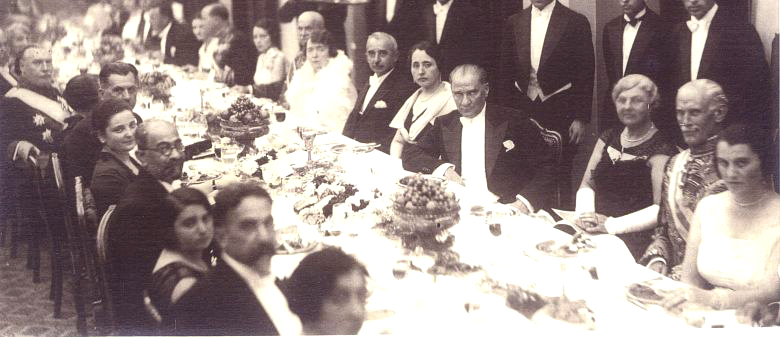
Durante uma recepção na Embaixada da URSS em Ancara, em 7 de novembro de 1927

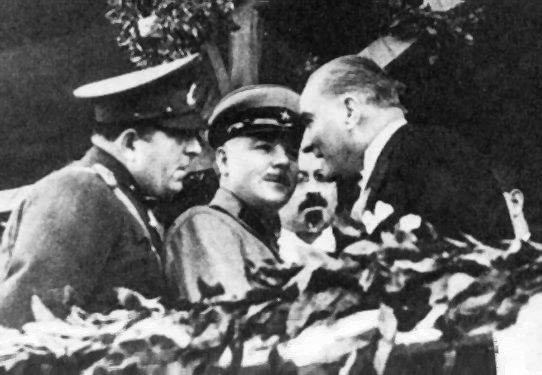
Trocas sobre o conceito de uma Federação Balcânica durante a visita de Voroshilov, uma visão de Atatürk que nunca foi alcançada

Na sua mensagem de 26 de abril de 1920 a Vladimir Lenin, o líder bolchevique e chefe do governo da RSFS Russa, Atatürk, prometeu coordenar as suas operações militares com a "luta dos bolcheviques contra os governos imperialistas" e solicitou 5 milhões de liras em ouro, bem como armamentos "como primeiros socorros" às suas forças.  Só em 1920, o governo de Lenine forneceu aos kemalistas 6 000 rifles, mais de 5 milhões de cartuchos de rifle, 17 600 projéteis e 200,6kg de barras de ouro. Nos dois anos seguintes, o montante da ajuda aumento.
Em março de 1921, os representantes do GNA em Moscou assinaram o Tratado de Moscou (Tratado de "Amizade e Fraternidade") com a Rússia Soviética, o que foi um grande avanço diplomático para os kemalistas. O Tratado de Moscou, seguido pelo idêntico Tratado de Carse em outubro do mesmo ano, deu à Turquia um acordo favorável em sua fronteira nordeste às custas da República Socialista Soviética da Armênia, então nominalmente um estado independente.
As relações entre os dois países eram amigáveis, mas baseavam-se no facto de estarem contra um inimigo comum: a Grã-Bretanha e o Ocidente. Em 1920, Atatürk brincou com a ideia de usar um Partido Comunista Turco controlado pelo Estado para impedir a disseminação de ideias comunistas no país e obter acesso ao financiamento do Comintern.
Apesar de suas relações com a União Soviética, Atatürk não estava disposto a comprometer a Turquia com o comunismo. "A amizade com a Rússia", disse ele, "não é adotar sua ideologia de comunismo para a Turquia". Além disso, Atatürk declarou: "O comunismo é uma questão social. As condições sociais, a religião e as tradições nacionais do nosso país confirmam a opinião de que o comunismo russo não é aplicável na Turquia".  E em um discurso em 1º de novembro de 1924, ele disse: "Nossas relações amigáveis com nossa velha amiga, a República Soviética Russa, estão se desenvolvendo e progredindo a cada dia. Como no passado, nosso governo republicano considera as boas relações genuínas e extensas com a Rússia Soviética como a pedra angular de nossa política externa".
Depois que os turcos retiraram sua delegação de Genebra em 16 de dezembro de 1925, eles deixaram o Conselho da Liga das Nações conceder um mandato para a região de Moçul à Grã-Bretanha sem seu consentimento. Atatürk respondeu concluindo um pacto de não-agressão com a URSS em 17 de Dezembro.  Em 1935, o pacto foi prolongado por mais 10 anos. 
Em 1933, o Ministro da Defesa Soviético Kliment Voroshilov visitou a Turquia e participou nas celebrações do décimo ano da República. Atatürk explicou a sua posição relativamente à concretização do seu plano para uma Federação Balcânica unindo economicamente a Turquia, a Grécia, a Roménia, a Iugoslávia e a Bulgária. 
Durante a segunda metade da década de 1930, Atatürk tentou estabelecer um relacionamento mais próximo com a Grã-Bretanha e outras grandes potências ocidentais, o que causou descontentamento por parte dos soviéticos. A segunda edição da Grande Enciclopédia Soviética (Volume 20, 1953) foi inequivocamente crítica às políticas de Atatürk nos últimos anos do seu governo, chamando as suas políticas internas de "antipopulares" e o seu curso estrangeiro como tendo como objetivo a reaproximação com as "potências imperialistas".

#### Aliança Turco-Grega
O líder da Grécia no pós-guerra, Elefthérios Venizélos, também estava determinado a estabelecer relações normais entre seu país e a Turquia. A guerra devastou a Anatólia Ocidental, e o fardo financeiro dos refugiados muçulmanos otomanos da Grécia bloqueou a reaproximação. Venizélos avançou com um acordo com a Turquia, apesar das acusações de ceder demais nas questões de armamento naval e nas propriedades dos gregos otomanos da Turquia. Apesar da animosidade turca contra os gregos, Atatürk resistiu às pressões das inimizades históricas e foi sensível às tensões do passado; a certa altura, ordenou a remoção de uma pintura que mostrava um soldado turco a cravar a sua baioneta num soldado grego, afirmando: "Que cena revoltante!".
A Grécia renunciou a todas as suas reivindicações sobre o território turco, e os dois lados concluíram um acordo em 30 de abril de 1930. Em 25 de outubro, Venizelos visitou a Turquia e assinou um tratado de amizade. Venizelos chegou a indicar o nome de Atatürk para o Prêmio Nobel da Paz de 1934. Mesmo após a queda de Venizélos do poder, as relações greco-turcas permaneceram cordiais. De fato, o sucessor de Venizélos, Panagís Tsaldáris veio visitar Atatürk em setembro de 1933 e assinou um acordo mais abrangente chamado Entente Cordiale entre a Grécia e a Turquia, que foi um trampolim para o Pacto dos Balcãs.
O primeiro-ministro grego Ioánnis Metaxás afirmou uma vez, em relação a Atatürk, que "... a Grécia, que tem a mais alta estima pelo renomado líder, soldado heróico e criador iluminado da Turquia. Nunca esqueceremos que o presidente Atatürk foi o verdadeiro fundador da aliança turco-grega com base em uma estrutura de ideais comuns e cooperação pacífica. Ele desenvolveu laços de amizade entre as duas nações que seria impensável dissolver. A Grécia guardará suas fervorosas memórias deste grande homem, que determinou um caminho futuro inalterável para a nobre nação turca".

#### Vizinhos do leste

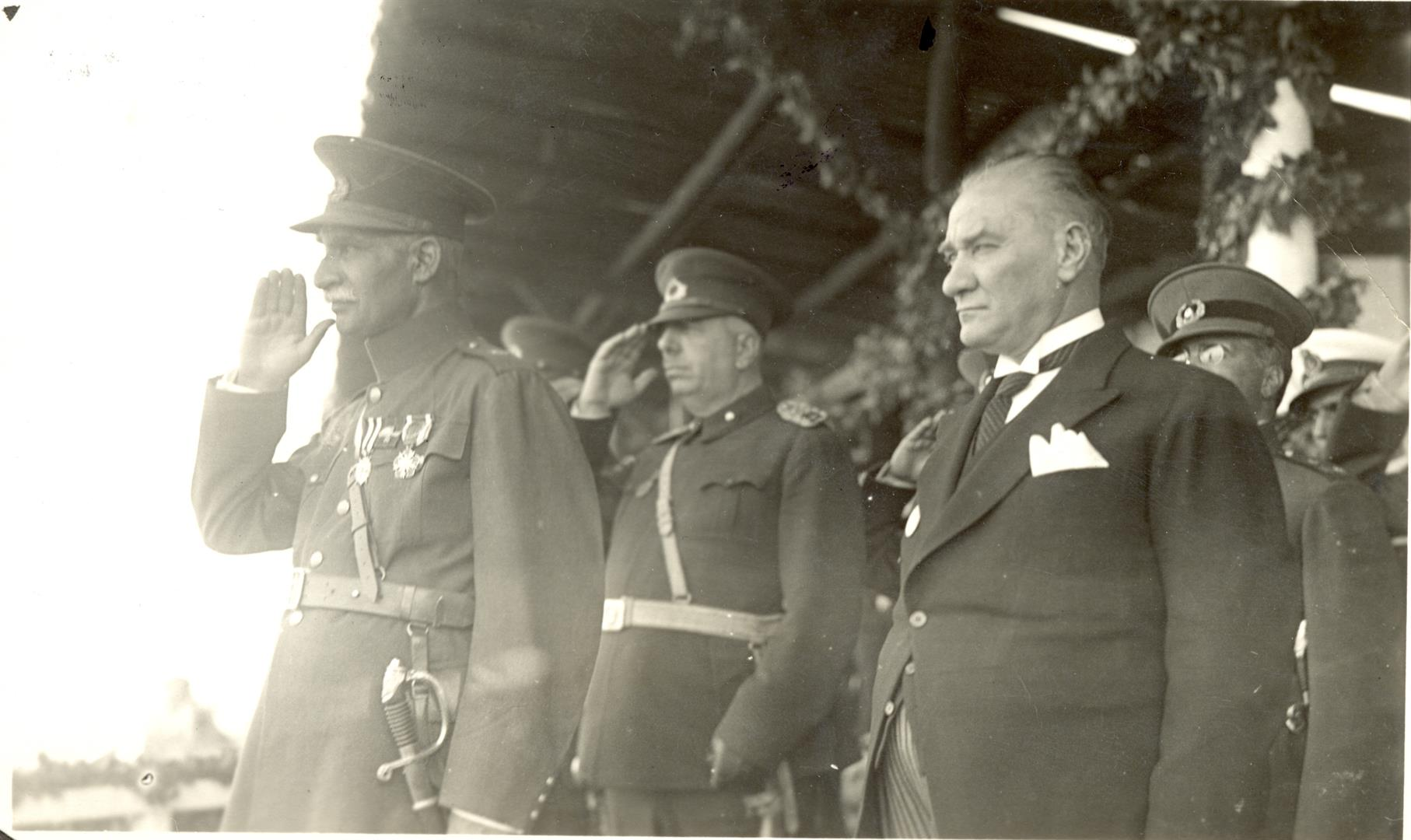
Atatürk com Reza Xá Pahlavi doIrã, durante a visita do Xá à Turquia

A partir de 1919, o Afeganistão estava no meio de um período de reforma sob Amanulá Cã. O ministro das Relações Exteriores afegão, Mahmud Tarzi, era um seguidor da política interna de Atatürk. Tarzi encorajou Amanulá Cã nas reformas sociais e políticas, mas insistiu que as reformas deveriam ser baseadas em um governo forte. No final da década de 1920, as relações anglo-afegãs azedaram devido aos temores britânicos de uma amizade entre o Afeganistão e a União Soviética. Em 20 de maio de 1928, a política anglo-afegã ganhou uma perspectiva positiva, quando Amanulá Cã e sua esposa, a rainha Soraya Tarzi, foram recebidos por Atatürk em Istambul. Esta reunião foi seguida por um pacto de amizade e cooperação entre a Turquia e o Afeganistão em 22 de maio de 1928. Atatürk apoiou a integração do Afeganistão em organizações internacionais. Em 1934, as relações do Afeganistão com a comunidade internacional melhoraram significativamente quando aderiu à Liga das Nações. Mahmud Tarzi recebeu apoio pessoal de Atatürk até sua morte em 22 de novembro de 1933 em Istambul.
Atatürk e Reza Xá, líder do Irã, tinham uma abordagem comum em relação ao imperialismo britânico e sua influência em seus países, resultando em uma lenta, mas contínua reaproximação entre Ancara e Teerã. Ambos os governos enviaram missões diplomáticas e mensagens de amizade entre si durante a Guerra da Independência da Turquia. A política do governo de Ancara neste período foi dar apoio moral para assegurar a independência e a integridade territorial iranianas. As relações entre os dois países ficaram tensas após a abolição do Califado. O clero xiita do Irão não aceitou a posição de Atatürk, e os centros de poder religioso iranianos perceberam que o verdadeiro motivo por trás das reformas de Atatürk era minar o poder do clero. Em meados da década de 1930, os esforços de Reza Xá perturbaram o clero em todo o Irão, aumentando assim o fosso entre a religião e o governo. À medida que a Rússia e a Grã-Bretanha fortaleciam o seu domínio no Médio Oriente, Atatürk temia a ocupação e o desmembramento do Irão como uma sociedade multiétnica por estas potências europeias. Assim como Atatürk, Reza Xá queria proteger as fronteiras do Irã e, em 1934, o Xá visitou Atatürk.
Em 1935, o rascunho do que viria a ser o Tratado de Saadabad foi redigido em Genebra, mas sua assinatura foi adiada devido à disputa de fronteira entre o Irã e o Iraque. Em 8 de julho de 1937, Turquia, Iraque, Irã e Afeganistão assinaram o Pacto de Saadabad em Teerã. Os signatários concordaram em preservar suas fronteiras comuns, consultar-se em todos os assuntos de interesse comum e não cometer nenhuma agressão contra o território um do outro. O tratado uniu o apelo do rei afegão Zair Xá por uma maior cooperação entre o Oriente Médio e o Oriente Médio, o objetivo de Reza Shah de garantir relações com a Turquia que ajudariam a libertar o Irã da influência soviética e britânica, e a política externa de Atatürk de garantir estabilidade na região. O resultado imediato do tratado, contudo, foi dissuadir o líder italiano Mussolini de interferir no Médio Oriente.

#### Estreitos Turcos

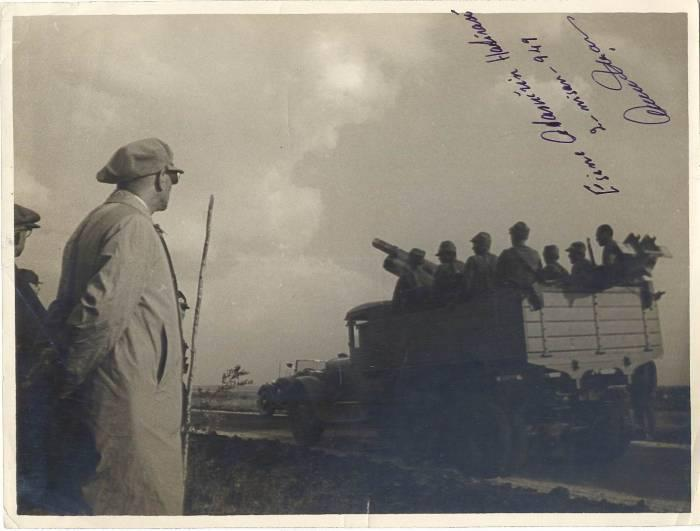
Atatürk observa as tropas turcas durante o exercício militar em 28 de maio de 1936

Em 24 de julho de 1923, o Tratado de Lausanne incluiu o Acordo do Estreito de Lausanne. O Acordo do Estreito de Lausanne declarou que os Dardanelos deveriam permanecer abertos a todos os navios comerciais: a apreensão de embarcações militares estrangeiras estava sujeita a certas limitações em tempos de paz e, mesmo como um estado neutro, a Turquia não poderia limitar nenhuma passagem militar em tempos de guerra. O Acordo do Estreito de Lausanne declarou que a hidrovia deveria ser desmilitarizada e sua gestão deixada à Comissão do Estreito. A zona desmilitarizada restringia fortemente o domínio e a soberania da Turquia sobre o Estreito, e a defesa de Istambul era impossível sem soberania sobre as águas que passavam por ela.
Em março de 1936, a reocupação da Renânia por Hitler deu a Atatürk a oportunidade de retomar o controle total sobre o Estreito. "A situação na Europa", declarou Atatürk "é altamente apropriada para tal movimento. Certamente o conseguiremos".  Tevfik Rüştü Aras, ministro das Relações Exteriores da Turquia, iniciou uma iniciativa para revisar o regime do Estreito. Aras alegou que foi comandado por Atatürk, e não pelo primeiro-ministro, İsmet İnönü. İnönü estava preocupado em prejudicar as relações com a Grã-Bretanha, a França e os vizinhos dos Balcãs sobre o Estreito. Entretanto, os signatários do Tratado de Lausanne concordaram em participar da conferência, uma vez que a passagem militar ilimitada havia se tornado desfavorável à Turquia com as mudanças na política mundial. Atatürk exigiu que os membros do Ministério das Relações Exteriores da Turquia elaborassem uma solução que transferisse o controle total da hidrovia para a Turquia.
Em 20 de julho de 1936, a Convenção de Montreux foi assinada pela Bulgária, Grã-Bretanha, Austrália, França, Japão, Romênia, União Soviética, Turquia, Iugoslávia e Grécia. Tornou-se o principal instrumento que governava a passagem de navios comerciais e de guerra pelo Estreito de Dardanelos. O acordo foi ratificado pelo GNAT em 31 de julho de 1936 e entrou em vigor em 9 de novembro de 1936.

#### Pacto dos Balcãs

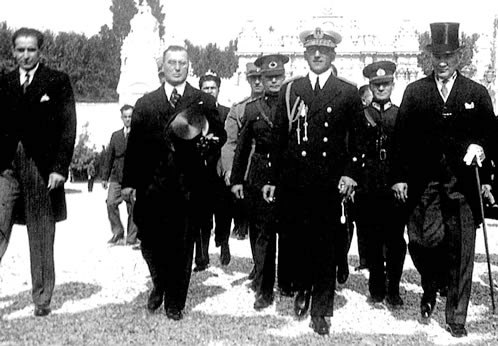
Durante a visita do Rei Alexandre I da Iugoslávia em 1931

Até o início da década de 1930, a Turquia seguiu uma política externa neutra com o Ocidente, desenvolvendo acordos conjuntos de amizade e neutralidade. Esses acordos bilaterais estavam alinhados com a visão de mundo de Atatürk. No final de 1925, a Turquia havia assinado quinze acordos conjuntos com estados ocidentais.
No início da década de 1930, mudanças e desenvolvimentos na política mundial exigiram que a Turquia fizesse acordos multilaterais para melhorar sua segurança. Atatürk acreditava firmemente que uma cooperação estreita entre os estados dos Balcãs, baseada no princípio da igualdade, teria um efeito importante na política europeia. Esses estados foram governados pelo Império Otomano durante séculos e provaram ser uma força poderosa. Embora as origens do acordo dos Balcãs possam remontar a 1925, o Pacto dos Balcãs surgiu em meados da década de 1930. Vários acontecimentos importantes na Europa ajudaram a materializar a ideia original, como melhorias na aliança turco-grega e a reaproximação entre a Bulgária e a Iugoslávia. O fator mais importante na condução da política externa turca a partir de meados da década de 1930 foi o medo da Itália. Benito Mussolini proclamou frequentemente sua intenção de colocar todo o Mediterrâneo sob controle italiano. Tanto os turcos quanto os vários estados dos Balcãs se sentiram ameaçados pelas ambições italianas.
O Pacto dos Balcãs foi negociado por Atatürk com a Grécia, Romênia e Iugoslávia. Este acordo de defesa mútua pretendia garantir a integridade territorial e a independência política dos signatários contra ataques de outro estado balcânico, como a Bulgária ou a Albânia. Ela combatia a política externa cada vez mais agressiva da Itália fascista e o efeito de um potencial alinhamento da Bulgária com a Alemanha Nazista. Atatürk considerou o Pacto dos Balcãs como um meio de equilíbrio nas relações da Turquia com os países europeus. Ele estava particularmente ansioso por estabelecer uma região de segurança e alianças a oeste da Turquia, na Europa, o que o Pacto dos Balcãs ajudou a alcançar.

O Pacto dos Balcãs previa consultas militares e diplomáticas regulares. A importância do acordo é melhor vista em uma mensagem que Atatürk enviou ao primeiro-ministro grego Ioánnis Metaxás:
As fronteiras dos aliados do Pacto dos Balcãs são uma fronteira única. Aqueles que cobiçam esta fronteira encontrarão os raios ardentes do sol. Eu recomendo evitar isso. As forças que defendem as nossas fronteiras são uma força única e inseparável.
O Pacto dos Balcãs foi assinado pelo GNA em 28 de fevereiro. Os parlamentos grego e iugoslavo ratificaram o acordo alguns dias depois. O pacto dos Balcãs, ratificado por unanimidade, foi formalmente adotado em 18 de maio de 1935 e durou até 1940. 
O Pacto dos Balcãs se mostrou ineficaz por razões que estavam além do controle de Atatürk. O pacto falhou quando a Bulgária tentou levantar a questão de Dobruja, apenas para terminar com a invasão italiana da Albânia em 7 de abril de 1939. Esses conflitos se espalharam rapidamente, desencadeando a Segunda Guerra Mundial. O objetivo de Atatürk de proteger o sudeste da Europa falhou com a dissolução do pacto. Em 1938, o exército turco em tempo de paz era composto por 174 000 soldados e 20 000 oficiais, formando 11 corpos de exército, 23 divisões, uma brigada blindada, 3 brigadas de cavalaria e 7 comandos de fronteira.

#### Questão de Hatay

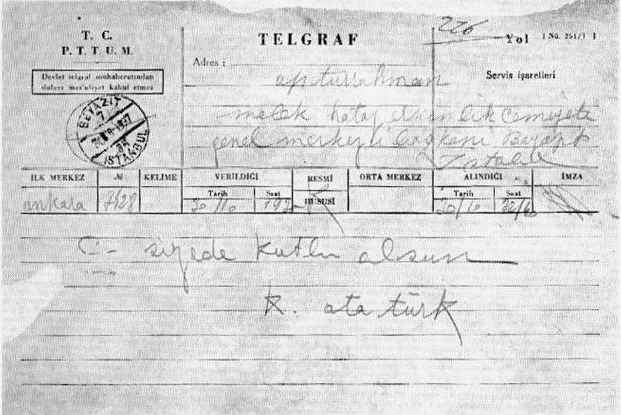
Telegrama enviado por Atatürk após a assembleia legislativa local aceitar sua proposta para a bandeira do Estado de Hatay

Durante a segunda metade da década de 1930, Atatürk tentou estabelecer um relacionamento mais próximo com a Grã-Bretanha. Os riscos dessa mudança de política colocam os dois homens em desacordo. A questão de Hatay e o acordo de Lyon foram dois desenvolvimentos importantes na política externa que desempenharam um papel significativo no rompimento das relações entre Atatürk e İnönü.
Em 1936, Atatürk levantou a "Questão de Hatay" na Liga das Nações. Hatay foi baseada na antiga unidade administrativa do Império Otomano chamada Sanjaco de Alexandreta. Em nome da Liga das Nações, os representantes da França, Reino Unido, Holanda, Bélgica e Turquia prepararam uma constituição para Hatay, que a estabeleceu como um sanjaco autônomo dentro da Síria. Apesar de alguma violência interétnica, uma eleição foi realizada em 1938 pela assembleia legislativa local. As cidades de Antakya (Antioquia) e İskenderun (Alexandretta) juntaram-se à Turquia em 1939.

### Políticas econômicas
Atatürk instigou políticas econômicas para desenvolver negócios de pequena e grande escala, mas também para criar estratos sociais (ou seja, burguesia industrial coexistindo com o campesinato da Anatólia) que eram praticamente inexistentes durante o Império Otomano. O principal problema enfrentado pela política do seu período foi o atraso no desenvolvimento das instituições políticas e das classes sociais que iriam conduzir tais mudanças sociais e económicas. A visão de Atatürk sobre a política econômica turca inicial ficou evidente durante o Congresso Econômico de Esmirna de 1923. As escolhas iniciais das políticas econômicas de Atatürk refletiam as realidades de sua época. Após a Primeira Guerra Mundial, devido à falta de investidores potenciais reais para financiar a indústria do setor privado, Atatürk estabeleceu muitas fábricas estatais para agricultura, máquinas e indústrias têxteis.

#### Intervenção do Estado, 1923–1929

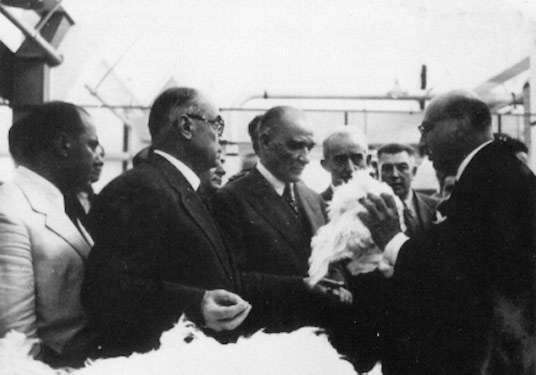
Atatürk e Celâl Bayar visitando a Fábrica de Algodão Sümerbank Nazilli, que foi criada como parte da indústria relacionada ao algodão

A busca de Atatürk e İsmet İnönü por políticas econômicas controladas pelo Estado foi guiada por uma visão nacional; seu objetivo era unir o país, eliminar o controle estrangeiro da economia e melhorar as comunicações dentro da Turquia. Os recursos foram canalizados para longe de Istambul, um porto comercial com empresas estrangeiras internacionais, em favor de outras cidades menos desenvolvidas, a fim de alcançar um desenvolvimento económico mais equilibrado em todo o país.
Para Atatürk e seus apoiadores, o tabaco permaneceu vinculado à sua busca pela independência econômica. O tabaco turco era uma importante cultura industrial, mas seu cultivo e fabricação estavam sob monopólios franceses concedidos pelas capitulações do Império Otomano. O comércio de tabaco e cigarros era controlado por duas empresas francesas: a Regie Company e a Narquileh Tobacco. O Império Otomano havia cedido o monopólio do tabaco ao Banco Otomano como uma empresa limitada sob o Conselho da Dívida Pública. Regie, como parte do conselho, tinha controle sobre a produção, armazenamento e distribuição de tabaco (incluindo exportação) com controle de preços incontestável. Consequentemente, os agricultores turcos dependiam da empresa para a sua subsistência. Em 1925, Regie foi assumida pelo estado e denominada Tekel. O controle governamental do tabaco foi uma das maiores conquistas da "nacionalização" da economia da máquina política kemalista para um país que não produzia petróleo. Os kemalistas acompanharam essa conquista com o desenvolvimento da indústria algodoeira do país, que atingiu o auge no início da década de 1930. O algodão era a segunda cultura industrial mais importante na Turquia na época.
Em 1924, por iniciativa de Atatürk, foi criado o primeiro banco turco, o İş Bankası, com Atatürk como o primeiro membro do banco. A criação do banco foi uma resposta à crescente necessidade de um estabelecimento verdadeiramente nacional e de um sistema bancário capaz de apoiar as atividades económicas, gerir os fundos acumulados através de políticas de incentivos à poupança e oferecer recursos quando necessário para desencadear o ímpeto industrial. 
Em 1927, foi criada a Ferrovia Estatal Turca. Como Atatürk considerava o desenvolvimento de uma rede ferroviária nacional como outro passo importante na industrialização, as ferrovias receberam alta prioridade. A Ferrovia Estatal Turca desenvolveu uma extensa rede ferroviária em um período muito curto.
O governo turco de Atatürk desenvolveu muitos projetos econômicos e de infraestrutura na primeira década da república. Entretanto, a economia turca ainda era em grande parte agrária, com ferramentas e métodos primitivos. Estradas e meios de transporte ainda estavam longe de ser suficientes, e a gestão da economia era ineficiente. A Grande Depressão trouxe muitas mudanças a esse quadro.

#### Grande Depressão, 1929–1931

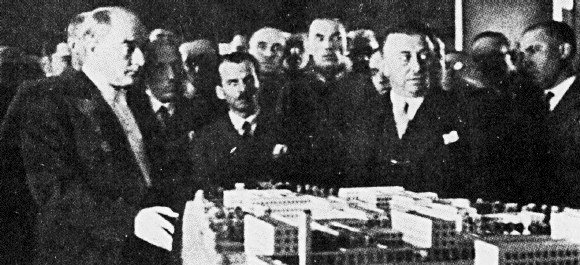
Atatürk apoiou cada vez mais complexos industriais subsidiados pelo governo em larga escala, como o Sümerbank, após a Grande Depressão

A jovem república, como o resto do mundo, se viu em uma profunda crise econômica durante a Grande Depressão. Atatürk reagiu às condições desse período adotando políticas econômicas integradas e estabelecendo um banco central para controlar as taxas de câmbio. Contudo, a Turquia não conseguiu financiar importações essenciais; a sua moeda foi rejeitada e os zelosos funcionários das finanças confiscaram os escassos bens dos camponeses que não conseguiam pagar os seus impostos.
Em 1929, Atatürk assinou um tratado que resultou na reestruturação da dívida da Turquia com a Administração da Dívida Pública Otomana. Na época, Atatürk não só teve que lidar com o pagamento da dívida pública otomana, mas também com as turbulentas questões econômicas da Grande Depressão. Por exemplo, até o início da década de 1930, as empresas privadas turcas não podiam adquirir créditos cambiais. Era impossível integrar a economia turca sem uma solução para esses problemas. 
Em 1931, foi criado o Banco Central da República da Turquia. O objetivo principal do banco era controlar a taxa de câmbio e o papel do Banco Otomano durante seus primeiros anos como banco central foi extinto. Mais tarde, foram fundados bancos especializados como o Sümerbank (1932) e o Etibank (1935).
Da perspectiva da economia política, Atatürk enfrentou o problema da agitação política. A criação de um novo partido com uma perspectiva econômica diferente era necessária; ele pediu a Ali Fethi Okyar para atingir esse objetivo. O Partido Republicano Liberal (agosto de 1930) foi fundado com um programa liberal e propôs que os monopólios estatais fossem encerrados, o capital estrangeiro fosse atraído e o investimento estatal fosse reduzido. No entanto, Atatürk manteve a visão de que "é impossível atrair capital estrangeiro para o desenvolvimento essencial", e o capitalismo de Estado se tornou a agenda dominante durante a era da depressão. Em 1931, Atatürk proclamou: "Na área económica... o programa do partido é o estatismo". No entanto, o efeito dos republicanos livres foi sentido fortemente e a intervenção estatal tornou-se mais moderada e mais semelhante a uma forma de capitalismo de Estado. Um dos apoiantes radicais de esquerda de Atatürk, Yakup Kadri Karaosmanoğlu do movimento Kadro (Quadro), afirmou que Atatürk encontrou uma terceira via entre o capitalismo e o socialismo.

#### Liberalização e crescimento planeado, 1931-1939

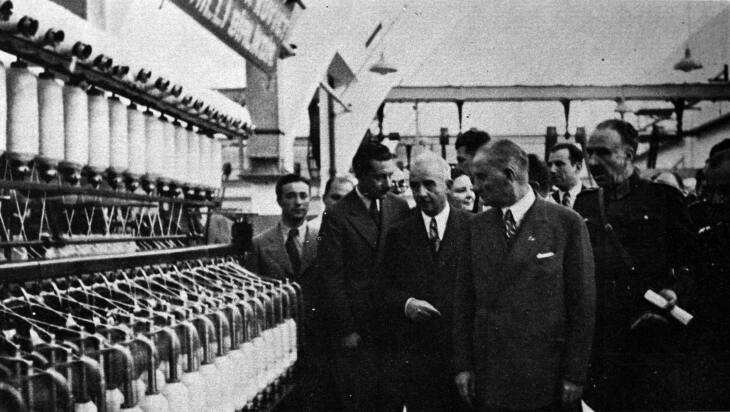
Atatürk e İsmet İnönü na fábrica de algodão Nazilli (1937)

O primeiro (1929-1933) e o segundo planos econômicos quinquenais foram promulgados sob a supervisão de Atatürk. O primeiro plano econômico quinquenal promoveu indústrias de substituição de consumo. No entanto, esses planos econômicos mudaram drasticamente com a morte de Atatürk e a ascensão da Segunda Guerra Mundial. Os governos subsequentes tomaram medidas que prejudicaram a produtividade económica da Turquia de várias formas. As conquistas da década de 1930 foram creditadas às implementações do sistema económico, no início da década de 1920, com base nas políticas nacionais de Atatürk.
Em 1931, Atatürk assistiu ao desenvolvimento da primeira aeronave nacional, o MMV-1. Ele percebeu o papel importante da aviação e afirmou: "o futuro está nos céus". A Associação Aeronáutica Turca foi fundada em 16 de fevereiro de 1925 por sua diretiva. Ele também ordenou a criação da Loteria da Associação Aeronáutica Turca. Em vez dos prêmios tradicionais de rifa, esta nova loteria pagou prêmios em dinheiro. A maior parte da renda da loteria foi usada para estabelecer uma nova fábrica e financiar projetos de aviação. No entanto, Atatürk não viveu para ver o voo do primeiro avião militar turco construído naquela fábrica. Os caças operacionais americanos Curtiss Hawk estavam sendo produzidos na Turquia logo após sua morte e antes do início da Segunda Guerra Mundial. 

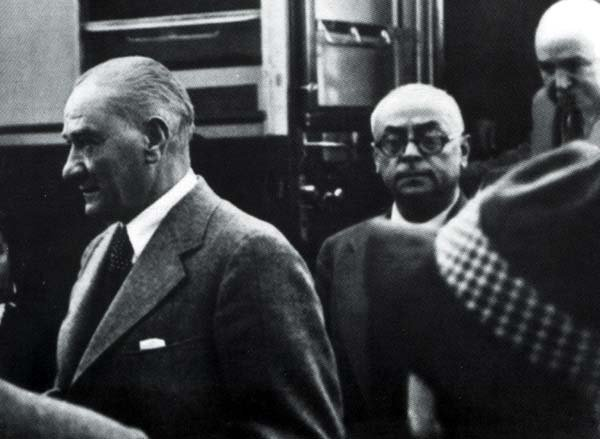
Atatürk e Celâl Bayar

Em 1932, o economista liberal Celâl Bayar tornou-se Ministro da Economia a pedido de Atatürk e serviu até 1937. Nesse período, o país evoluiu para uma economia mista com suas primeiras iniciativas privadas. Fábricas têxteis, de açúcar, de papel e de aço (financiadas por um empréstimo da Grã-Bretanha) eram os setores privados do período. Além desses negócios, foram criadas usinas elétricas estatais, bancos e companhias de seguros. Nesse período, Atatürk promoveu a cooperação entre os setores público e privado e a expansão de negócios privados com acionistas privados autorizados a comprar ações em empresas estatais.
Em 1935, foi inaugurada a primeira fábrica de impressão de algodão turca, a "Nazilli Calico print factory". Como parte do processo de industrialização, o plantio de algodão foi promovido para fornecer matéria-prima para futuras instalações fabris. Em 1935, Nazilli tornou-se um importante centro industrial, começando com o estabelecimento de fábricas de algodão, seguidas de uma fábrica de impressão de chita.

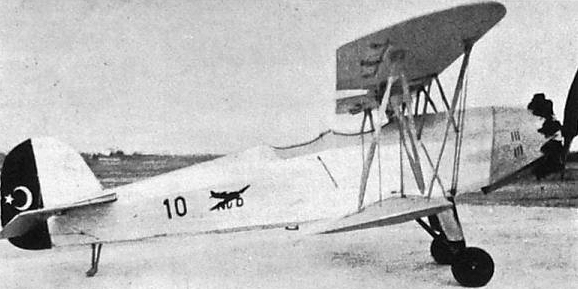
O Nu D.36 construído pela Nuri Demirağ Aircraft Works em Istambul

Em 1936, o industrial turco Nuri Demirağ fundou a primeira fábrica de aeronaves turca no distrito de Beşiktaş, em Istambul. Os primeiros aviões turcos, Nu D.36 e Nu D.38, foram produzidos nesta fábrica.
Em 25 de outubro de 1937, Atatürk nomeou Celâl Bayar como primeiro-ministro do 9º governo. As políticas económicas integradas atingiram o seu auge com a assinatura do Tratado de 1939 com a Grã-Bretanha e a França. O tratado assinalou um ponto de viragem na história turca, uma vez que foi o primeiro passo para uma aliança com o Ocidente. Depois que İsmet İnönü se tornou presidente em 1938, as diferenças entre İnönü (que promovia o controle estatal) e Bayar (que era liberal) vieram à tona. Em 25 de janeiro de 1939, o primeiro-ministro Bayar demitiu-se.
Atatürk também apoiou o estabelecimento da indústria automobilística. A Associação Turca de Automóveis foi fundada em 1923, e o seu lema era: "O condutor turco é um homem das mais requintadas sensibilidades".
Em 1935, a Turquia estava a tornar-se uma sociedade industrial baseada no modelo da Europa Ocidental definido por Atatürk. No entanto, a lacuna entre os objectivos de Atatürk e as realizações da estrutura sócio-política do país ainda não tinha sido colmatada.

## Vida pessoal

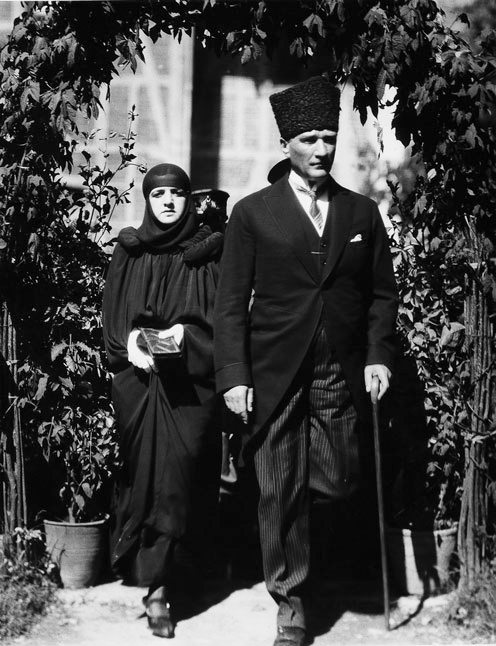
Kemal Atatürk e sua esposa Latife Uşakizâde durante uma viagem a Bursa, 1924

O nome de Atatürk está associado a quatro mulheres: Eleni Karinte, Fikriye Hanım, Dimitrina Kovacheva, e Latife Uşaki. Depois que o exército turco entrou em Izmir em 1922, Atatürk conheceu Latife enquanto estava hospedado na casa de seu pai, o magnata da navegação Muammer Uşakizade (mais tarde Uşaklı). Latife se apaixonou por Atatürk; novamente, não se sabe até que ponto isso foi recíproco, mas Atatürk ficou impressionado com o intelecto de Latife: ela era formada pela Sorbonne e estava estudando inglês em Londres quando a guerra estourou. Em 29 de janeiro de 1923, eles se casaram. Latife ficou com ciúmes de Fikriye e exigiu que ela deixasse a casa em Çankaya; Fikriye ficou arrasada e imediatamente foi embora em uma carruagem. Segundo relatos oficiais, ela atirou em si mesma com uma pistola que Atatürk lhe dera de presente.
O triângulo de Atatürk, Fikriye e Latife tornou-se o tema de um manuscrito do amigo próximo de Atatürk, Salih Bozok, embora o trabalho tenha permanecido inédito até 2005. Latife foi brevemente e literalmente o rosto da nova mulher turca, aparecendo em público com roupas ocidentais com o marido. No entanto, o casamento não foi feliz; após frequentes discussões, os dois se divorciaram em 5 de agosto de 1925.
Durante sua vida, Atatürk adotou treze crianças: um menino e doze meninas. Destas, a mais famosa é Sabiha Gökçen, a primeira mulher piloto da Turquia e a primeira mulher piloto de caça do mundo.
As crenças religiosas de Atatürk tornaram-se um assunto de debate. Alguns pesquisadores enfatizam que seus discursos sobre religião são periódicos e que suas visões positivas relacionadas a esse assunto são limitadas no início da década de 1920. Algumas fontes turcas afirmam que ele era um muçulmano devoto. No entanto, de acordo com outras fontes, o próprio Atatürk era um agnóstico, ou seja, um deísta não doutrinário, ou mesmo um ateu, que era anti-religioso e anti-islâmico em geral.

## Morte

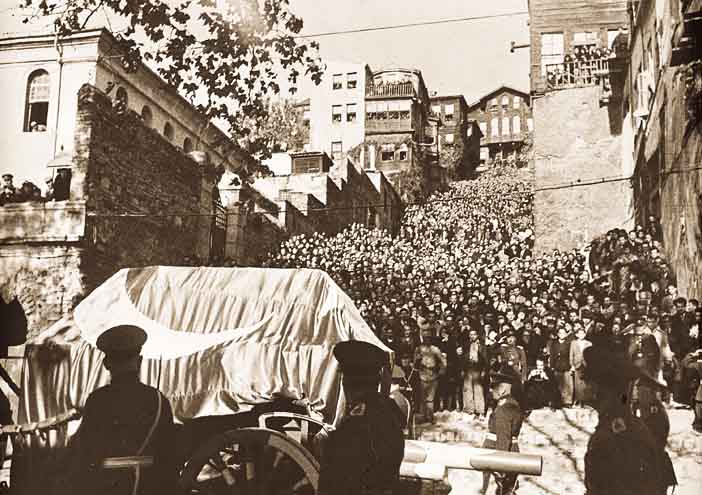
Funeral de estado de Atatürk, novembro de 1938

Durante a maior parte de sua vida, Atatürk foi um consumidor pesado de álcool, frequentemente consumindo meio litro de rakı por dia; ele também fumava tabaco, predominantemente na forma de cigarros. Em 1937, começaram a surgir indícios de que a saúde de Atatürk estava piorando. No início de 1938, durante uma viagem a Yalova, ele sofreu de uma doença grave. Ele foi para Istambul para tratamento, onde foi diagnosticado com cirrose. Durante sua estadia em Istambul, ele fez um esforço para manter seu estilo de vida normal, mas acabou sucumbindo à doença. Ele morreu em 10 de novembro de 1938, aos 57 anos, no Palácio Dolmabahçe.
O funeral de Atatürk provocou tristeza e orgulho na Turquia, e 17 países enviaram representantes especiais, enquanto nove contribuíram com destacamentos armados para o cortejo. Os restos mortais de Atatürk foram originalmente sepultados no Museu de Etnografia de Ancara, mas foram transferidos em 10 de novembro de 1953 (15 anos após sua morte) em um sarcófago de 42 toneladas para um mausoléu com vista para Ancara, Anıtkabir.
No seu testamento, Atatürk doou todos os seus bens ao Partido Republicano do Povo, desde que os juros anuais dos seus fundos fossem usados para cuidar da sua irmã Makbule e dos seus filhos adoptivos, e financiar o ensino superior dos filhos de İsmet İnönü. O restante foi doado à Associação da Língua Turca e à Sociedade Histórica Turca.

## Legado

### Turquia

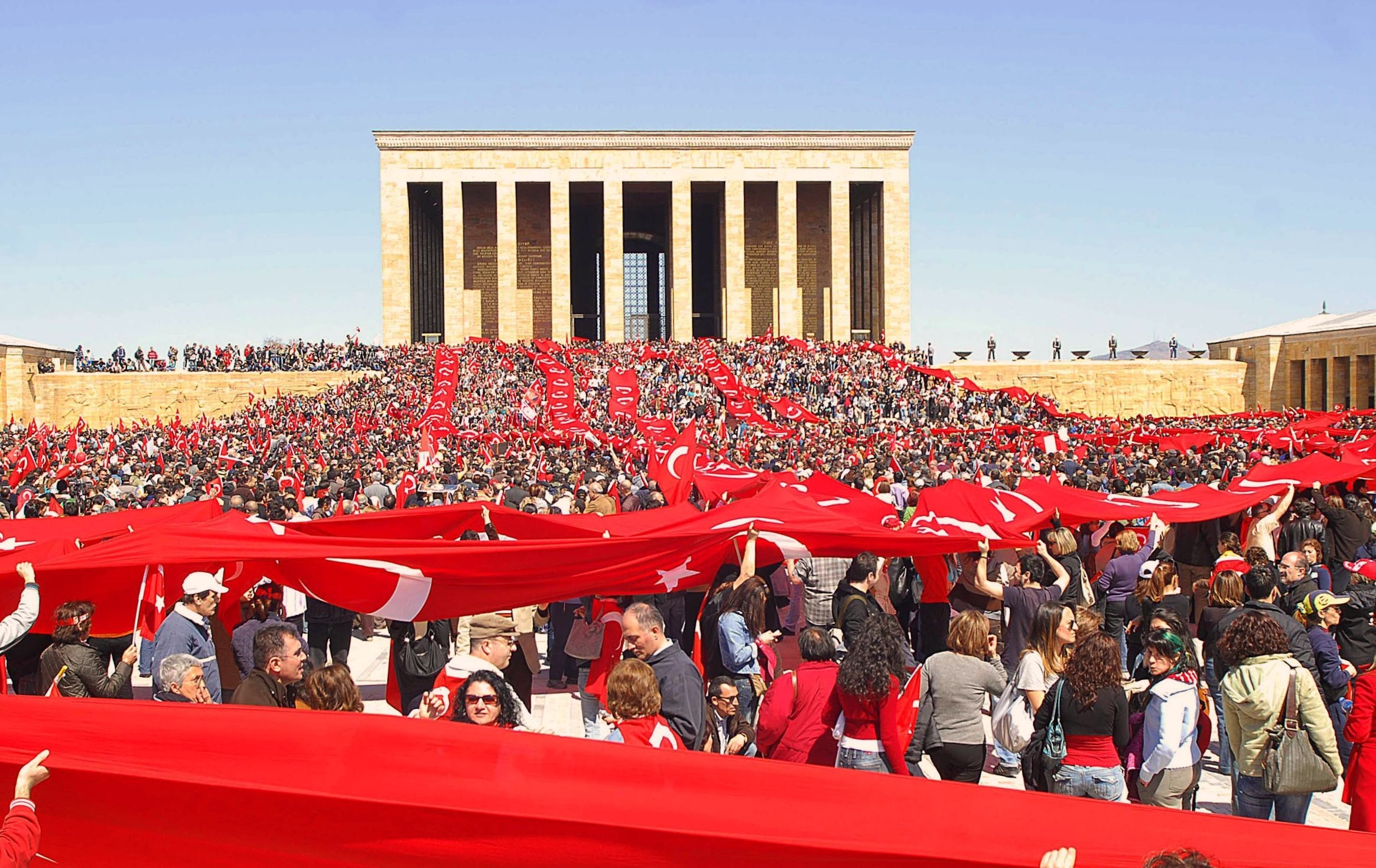
Anıtkabir, o mausoléu de Atatürk em Ancara, é visitado por grandes multidões todos os anos durante feriados nacionais, como o Dia da República, em 29 de outubro

Kemal Atatürk é homenageado em muitos memoriais por toda a Turquia, como o Aeroporto Internacional Atatürk em Istambul, a Ponte Atatürk sobre o Corno de Ouro (Haliç), a Represa Atatürk e o Estádio Atatürk. Estátuas de Atatürk foram erguidas em todas as cidades turcas pelo governo turco, e a maioria das cidades tem seu próprio memorial em sua homenagem. Seu rosto e nome são vistos e ouvidos em toda a Turquia; seu retrato pode ser visto em edifícios públicos, em escolas, em todas as notas de lira turca e nas casas de muitas famílias turcas. Às 9h05 de cada dia 10 de novembro, no momento exato da morte de Atatürk, a maioria dos veículos e pessoas nas ruas do país param por um minuto em memória.
Em 1951, o parlamento turco controlado pelo Partido Democrata e liderado pelo primeiro-ministro Adnan Menderes (apesar de ser a oposição conservadora ao Partido Republicano do Povo de Atatürk) emitiu uma lei (Lei sobre Crimes Cometidos Contra Atatürk) proibindo insultos à sua memória hatırasına alenen hakaret) e a  destruição de objetos que o representassem. A demarcação entre uma crítica e um insulto foi definida como um argumento político, e o Ministro da Justiça (um cargo político) foi designado no Artigo 5 para executar a lei, em vez do Ministério Público. Foi criado um site governamental para denunciar sites que violem esta lei.
Em 2010, a ONG francesa Repórteres Sem Fronteiras opôs-se às leis turcas que protegem a memória de Atatürk, argumentando que estas contradizem as atuais normas da União Europeia em matéria de liberdade de expressão nos meios de comunicação social.

### Mundialmente
Em 1981, no centenário do nascimento de Atatürk, sua memória foi homenageada pelas Nações Unidas e pela UNESCO, que o declararam o Ano de Atatürk no Mundo e adotaram a Resolução sobre o Centenário de Atatürk. O Monumento Atatürk na Cidade do México no Paseo de la Reforma; o Monumento Atatürk em Baku, Azerbaijão; o Monumento Atatürk em Almaty, Cazaquistão; o Memorial Atatürk em Wellington, Nova Zelândia (que também serve como um memorial às tropas do ANZAC que morreram em Galípoli); o Memorial Atatürk no lugar de honra no Desfile Anzac em Camberra, Austrália; e praças chamadas Plaza Mustafa Kemal Atatürk em Santiago, Chile e Largo Mustafa Kemal Atatürk em Roma, Itália são alguns exemplos de memoriais de Atatürk fora da Turquia. Ele tem estradas com seu nome em vários países, como a Kemal Atatürk Marg em Nova Déli, Índia; as Avenidas Kemal Atatürk em Dhaka e Chittagong em Bangladesh; a Avenida Atatürk no coração de Islamabad, Paquistão; a Estrada Atatürk na cidade de Larkana, no sul, em Sindh, Paquistão; a Rua Mustafa Kemal Atatürk em Túnis, Tunísia; a Rua Mustafá Kemal Atatürk no distrito de Naco, em São Domingos, República Dominicana; e a rua e memorial Atatürk no bairro Amsterdam-Noord de Amsterdã, Países Baixos. Além disso, a entrada do Princess Royal Harbour em Albany, Austrália Ocidental, é chamada de Canal Atatürk. Há muitas estátuas e ruas com nomes de Atatürk no Chipre do Norte.

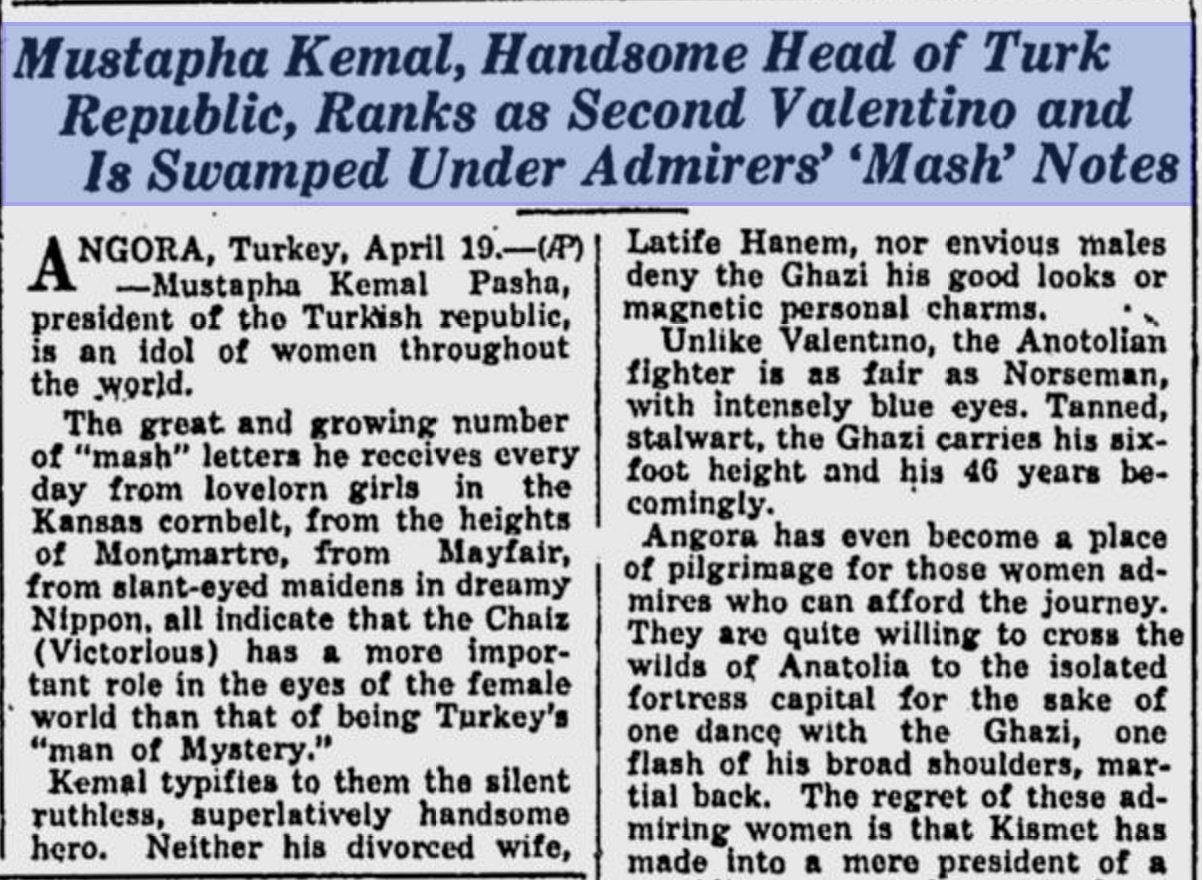
Artigo de notícias da Associated Press sobre a admiração de mulheres de diferentes partes do mundo por Mustafa Kemal Atatürk, o belo líder da República Turca

Apesar das suas reformas seculares radicais, Atatürk continuou a ser amplamente popular no mundo muçulmano. Ele é lembrado por ser o criador de um novo país muçulmano totalmente independente numa época de invasão de potências cristãs e por ter prevalecido na luta contra o imperialismo ocidental. Quando ele morreu, a Liga Muçulmana de Toda a Índia elogiou-o como uma "verdadeira grande personalidade no mundo islâmico, um grande general e um grande estadista", declarando que sua memória iria "inspirar os muçulmanos em todo o mundo com coragem, perseverança e masculinidade".

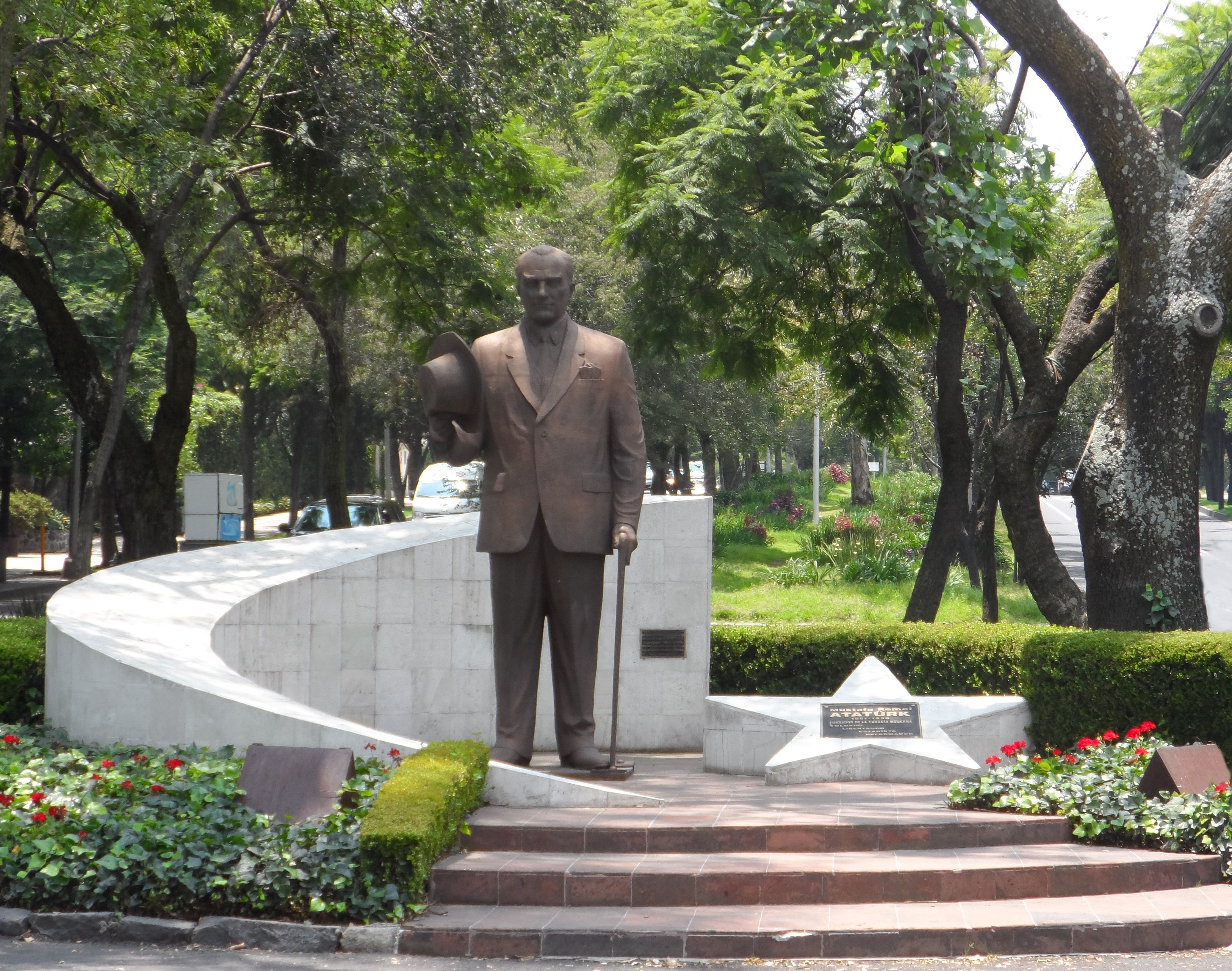
Memorial de Atatürk no Paseo de la Reforma na Cidade do México

O leque de admiradores de Atatürk estende-se desde o primeiro-ministro britânico Winston Churchill, seu oponente na Primeira Guerra Mundial, até o líder e ditador nazista alemão Adolf Hitler, que chamou Atatürk de "estrela na escuridão". Alguns presidentes dos Estados Unidos, incluindo Franklin D. Roosevelt e John F. Kennedy, também respeitavam Atatürk. O presidente Kennedy prestou homenagem a Atatürk em 1963, no 25º aniversário da sua morte.
Como um modelo que incentivava a soberania nacional, Atatürk era especialmente reverenciado em países do chamado Terceiro Mundo, que o viam como o pioneiro da independência das potências coloniais. Os líderes desses países incluíam o contemporâneo iraniano de Atatürk, Reza Xá Pahlavi, o primeiro-ministro indiano Jawaharlal Nehru, o presidente tunisino Habib Bourguiba e o presidente egípcio Anwar Sadat. O poeta e filósofo paquistanês Muhammad Iqbal e o poeta nacional de Bangladesh, Kazi Nazrul Islam, escreveram poemas em sua homenagem.

A Décima Segunda Conferência Internacional das Mulheres foi realizada em Istambul, Turquia, em 18 de abril de 1935, e a nacionalista-feminista egípcia Huda Sha'arawi foi eleita pela conferência como vice-presidente da União Internacional das Mulheres. Huda considerou Atatürk um modelo para suas ações e escreveu em suas memórias:
Após o término da conferência de Istambul, recebemos um convite para participar da celebração realizada por Mustafa Kemal Atatürk, o libertador da Turquia moderna... e eu disse: Se os turcos considerassem você digno de seu pai e te chamassem de Atatürk, eu digo que isso não é suficiente, mas você é para nós “Atasharq” [Pai do Oriente]. O seu significado não partiu de nenhuma mulher chefe de delegação, e muito me agradeceu pela grande influência, e então implorei-lhe que nos apresentasse uma fotografia de Sua Excelência para publicação na revista L'Égyptienne.
No epílogo de Grey Wolf, Mustafa Kemal: An Intimate Study of a Dictator, publicado pela primeira vez em 1932 e a primeira biografia de Atatürk publicada em sua vida, H.C. Armstrong escreveu estas palavras:
Ele é um homem nascido fora de época, um anacronismo, uma volta aos tártaros das estepes, uma força elementar feroz de um homem. Se ele tivesse nascido nos séculos em que toda a Ásia Central estava em movimento, ele teria cavalgado com Salomão Xá sob a bandeira do Lobo Cinzento e com o coração e os instintos de um Lobo Cinzento. Com o seu génio militar e a sua determinação implacável, não enfraquecida por sentimentos, lealdades ou moralidades, ele poderia muito bem ter sido um Tamerlão ou um Gengis Khan cavalgando à frente de grandes hordas de cavaleiros selvagens, conquistando países, devorando e destruindo cidades, e preenchendo os intervalos de paz entre as campanhas com orgias selvagens e horríveis de vinho e mulheres.
No entanto, a aclamação de Atatürk não é universal. Como líder do movimento nacional de 1919-1923, Atatürk foi descrito pelos Aliados e pelo jornalista de Istambul Ali Kemal (que acreditava que os esforços de libertação fracassariam e causariam uma punição mais severa pelos Aliados) como um "chefe bandido". Lord Balfour neste contexto chamou-o de "o mais terrível de todos os terríveis turcos".

## Obras
- Cumalı Ordugâhı - Süvâri: Bölük, Alay, Liva Tâlim ve Manevraları [Acampamento Cumalı - Cavalaria: Companhia, Regimento, Treinamento de Brigada e Manobras], Thessaloniki, 1909.
- Ta’biye ve Tatbîkat Seyahati [Viagem de Organização e Aplicação], Selanik Askeri Matbaası, 1911.
- Ta’biye Mes’elesinin Halli ve Emirlerin Sûret-i Tahrîrine Dâir Nasâyih [Conselhos sobre a Solução do Problema de Organização e Métodos de Registo de Encomendas], Edirne Sanayi Mektebi Matbaası, 1916.
- Taʼlîm ve Terbiye-i Askeriyye Hakkında Nokta-i Nazarlar [Pontos de Vista sobre Instrução e Treinamento Militar], Edirne Sanayi Mektebi Matbaası, 1916.
- Zâbit ve Kumandan ile Hasb-ı Hâl [Discurso com Um Oficial e um Comandante], Minber Matbaası, 1918.
- Nutuk [Discurso], Turkish Aeronautical Association, Ankara, 1927.
- Vatandaş için Medeni Bilgiler [Informação Cívica para Cidadãos], Milliyet Matbaası, İstanbul, 1930.
- Geometri [Geometria], 1937.

### Traduções
- Takımın Muharebe Tâlimi [Treinamento de Combate para o Esquadrão], Selanik Asır Matbaası, Thessaloniki, 1908. (Do alemão)
- Bölüğün Muharebe Tâlimi [Treinamento de Combate para a Companhia], 1912. (Do alemão)

## Prêmios e condecorações

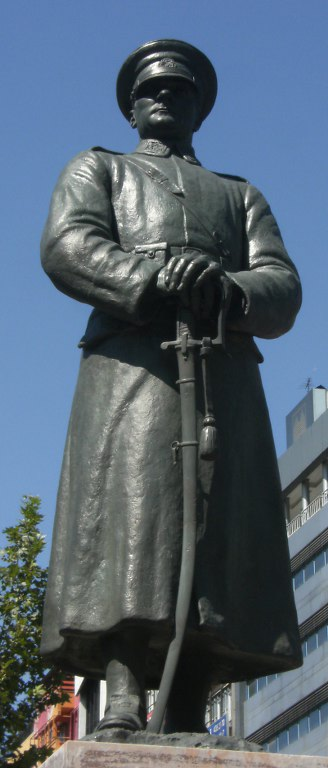
Estátua de Atatürk em Ancara

Ele recebeu prêmios e condecorações antes, durante e depois da Primeira Guerra Mundial.  

### Império Otomano e República da Turquia
- Império Otomano: Cavaleiro de Quinta Classe da Ordem do Medjidie, concedida por Abdulamide II (25 de dezembro de 1906)
- Império Otomano: Medalha Imtiyaz de Prata, concedida por Maomé V (30 de maio de 1915)
- Império Otomano: Medalha Liakat de Prata, concedida por Maomé V (1 de setembro de 1915)
- Império Otomano: Medalha Liakat de Ouro, concedida por Maomé V (17 de janeiro de 1916)
- Império Otomano: Cavaleiro de Segunda Classe da Ordem de Osmanieh, concedida por Maomé V (1 de fevereiro de 1916)
- Império Otomano: Cavaleiro de Segunda Classe da Ordem do Medjidie, concedida por Maomé V  (12 de dezembro de 1916)
- Império Otomano: Medalha Imtiyaz de Ouro, concedida por Maomé V (23 de setembro de 1917)
- Império Otomano: Cavaleiro de Primeira Classe da Ordem do Medjidie, concedida por Maomé V (16 de dezembro de 1917)
- Império Otomano: Estrela de Galípoli, concedida por Mehmed VI (11 de maio de 1918)
- Turquia: Medalha da Independência, concedida pela Grande Assembleia Nacional da Turquia (21 de novembro de 1923)
- Turquia: Ordem Murassa, concedida pela Associação Aeronáutica Turca (20 de maio de 1925)

### Honrarias estrangeiras
- Czarado da Bulgária: Comandante Grã-Cruz da Ordem de Santo Alexandre, concedida por Fernando I (1915)[336]
- Império Alemão: Cruz de Ferro, concedida por Guilherme II (1915)[336]
- Áustria-Hungria: Medalha do Mérito Militar, concedida por Franz Joseph I (1916)
- Áustria-Hungria: Cruz de Mérito Militar de 2ª Classe, concedida por Carlos I (1916)
- Áustria-Hungria: Cruz de Mérito Militar de 3ª Classe, concedida por Francisco José I (27 de julho de 1916)
- Império Alemão: Cruz de Ferro de 1ª Classe, concedida por Guilherme II (1917)
- Império Alemão: Cruz de Ferro de 2ª Classe, concedida por Guilherme II (9 de setembro de 1917)
- Reino da Prússia: Ordem de 1ª Classe da Coroa da Prússia, concedida por Guilherme II (1918)
- Reino do Afeganistão: Ordem Alüyülala do Reino do Afeganistão, concedida por Amanulá Cã (27 de março de 1923)